# ばいきんまん
ばいきんまん（ラテン文字表記：Baikin-man、Baikinman）は、アンパンマン・シリーズに主要なメンバーとして登場する架空のキャラクター。
悪さをする黴菌（ばいきん）で、シリーズ中最も重要な敵役となっている。常に悪の側にいてブレることの無いばいきんまんは、相棒とも言えるドキンちゃんのトリックスター振りに翻弄されっぱなしだが、それでも特にテレビアニメでは共に物語の発端となるトラブルを引き起こし続け、毎度毎度最後には正義のヒーローに負けて「バイバイキーン」の捨て台詞と共に去ってゆく。アニメ版の声優は中尾隆聖。
片仮名表記の「バイキンマン」は間違い。ただし、原作者のやなせたかしは『アンパンマン伝説』等、自著でよく片仮名表記していた。

## キャラクター

### 基本情報
バイキン星出身の自称「天才」科学者。本作において、正義のヒーローであるアンパンマンの向こうを張る敵キャラクターで、宿命のライバル。アンパンマンを倒すために、バイキン星から赤ちゃんの時に卵の状態で地球にやってきた黴菌。映画『いのちの星のドーリィ』では、バイキン星から落ちてきた雷のエネルギーで生まれたことになっている。一人称は「おれさま」。
自ら発明したメカ（バイキンメカ）でアンパンマンに戦いを挑むが、いつも返り討ちに遭う。作者の著書によるとモデルは蠅（はえ）で、蠅の翅（はね）様の小さな翅が背中に生えていて、空を飛翔する事ができ、現在でもバイキンUFOが使えない時などごく稀に使用する事がある。
劇中での役目を終えて退散する際は、「バイバイキーン」という捨て台詞を決まって吐く。後になってバイキン星からやってきて相棒のように一緒にいる女の子ドキンちゃん（■右に画像あり）にはめっぽう弱い。バイキン城を根城としており、当初は一人暮らしだったが、やがては、ドキンちゃんや、かびるんるんなどの手下と生活するようになった。ホラーマンは居候で、いたりいなかったりする。
ばいきんまんが登場することになったのは、やなせたかしが「アンパンマンに“何か”が足りない」と思い悩んでいた頃、やなせの友人だったいずみたくが演出したミュージカル「怪傑アンパンマン」が上演された時に、その観客の様子を観察していたやなせが「悪役が必要だ」と思い至ったことによる。
自身の顔を分け与える自己犠牲のアンパンマンに対して、ばいきんまんは自己の欲求を満たそうとする利己主義的行動原理を担っている。人間にも良い心と悪い心の両方がバランスを保って存在しているように、両者は「光と影」「プラスとマイナス」のような関係で片方だけでは存在できなくなっているといわれている（「#アンパンマンとの関係」を参照）。やなせは、ばいきんまんの人気について、「怠けたい、いたずらをしたいなどという人間の欲求不満を表現している。」「ばいきんまんは時にはいいこともする。悪に徹しきれないところがある。」「決してばいきんまんは死ぬことはない。人間が風邪を一度ひいて、またかかるように、やられても平気な顔をして次に出てこられる。」などと語っている。

### 外見
悪魔のような黒い体に2本の角、胸に紫のボタン、矢印のような尻尾を持ち（先端は鋭利で、ロープを切ることができる。また、避雷針のように雷を寄せ付ける）、白目は薄いピンク色、歯はギザギザの形状で、舌は青く長い。手足や鼻、唇は紫色。背中にハエのような小さなライトブルーの羽があり、アニメ初期では主にこの羽を使って飛行していたが、現在は1人乗りのUFO型の乗り物「バイキンUFO」に乗っているため、ほとんど使用しない。本人もたまに羽があること自体を忘れている時があるが、飛び方を忘れてはいない様子で、現在でもバイキンUFOが無い状況などで飛行することがある。身長は角を含めてもアンパンマンより低い。
胴の黒い部分は服、胸のボタンはマイクロフォン、手足は手袋と靴ということになっているが、その上から服を着ることも多い。冬の季節になるとコートを着る。コートの色は初期は紫系のコートだったが途中から黄緑に変更されている。例外として、TV第7話B「アンパンマンとかぜこんこん」では、青いコートを着ていた。また、『アンパンマンとらーめんてんし』『アンパンマンとたんこぶまん』等では別の赤い防寒具を身に着けていた。
ばいきんまんのモチーフはハエであり、絵本に登場する初期のばいきんまんは頭部と翅が非常に大きく、角には毛が生えており、ギザギザした歯はまだ存在せず、体は痩せており、胸にボタンが2つあった。

### 性格
いたずらや悪さが大好きで、いつもみんなを困らせることばかりする。「卑怯はオレさまの得意技」と公言し、他人に変装もしくは騙したり人質を取ったりなど、後述するような汚い手を好んで使うことが多い。不潔を好み、風呂や掃除など清潔に関連することが嫌い。アニメ第一話で罠にかかりアンパンマン達に捕らえられ洗濯機に入れられてしまった際には非常に弱体化し、身長が縮んでしまった。また、アニメ版における『アンパンマンのマーチ』、『勇気りんりん』や『アンパンマンたいそう』等、アンパンマンに関連する主題歌も嫌っており、ひどい場合には曲を聞いただけでじんましんが発症したこともあった。花や宝石などの綺麗な物も「大嫌い」と発言しているが、満天の星やオーロラ姫のオーロラに見惚れる描写もある。そのほかに嫌いなものとして雷を挙げているが、バイキン城の周辺では頻繁に落雷が発生しており、TV第2話A「アンパンマンとばいきんまん」では雷からパワーを得ている描写まである。私生活ではドキンちゃんの前では常に尻に敷かれた生活をしており、家事、手伝いなどはすべて楽したい怠け者のドキンちゃんのせいでいやいやこなしている。怒り出すと手のつけられないドキンちゃんに頭が上がらずドキンちゃんのわがままな要求にいやいや従いそれが事に繋がることもしばしばである。
単純で間抜け、短気な面もあり、そこを指摘されると大声で「うるさい、うるさーい！」と言って激怒し、指摘されてばかりいると理性が切れ、冷静さを失ってアンパンマンたちに襲いかかってくる。他人を騙すことが多いが、ばいきんまん自身も騙されやすく、映画『キラキラ星の涙』ではドロンコ魔王にあっさり騙され彼に協力してアンパンマンたちを倒そうとしており、アンパンマンたちとドキンちゃんの説得にも全く聞く耳を持たなかった。相手の挑発や煽動に乗せられやすい傾向にあり、あざみちゃんの悪口にも人一倍反応しやすい。
その一方でかなりの努力家でもあり、アンパンマンを倒すためにはどんな苦労も惜しまず、幼少より密かにトレーニングに明け暮れている。
可愛い女の子や美しい女性が大好きで、彼女らの前では紳士的に振る舞ったり、悪事を控えることもある。悪役らしからぬ面も多いが、彼自身は自分が悪であり「正義の敵」であることに誇りを持っている。アンパンマンたちにいたずらしたことを謝ったことがある（もちろんばいきんまんの策略である場合が多い）。しかし本人は謝ること、謝られることを拒む傾向がある。
アンパンマンと同様、極度の上がり症で、大勢の前で舞台に立つと緊張してしまい、まともな演技ができないが、しらたまさんには「悪役専門の俳優」だと思われており気付かれていない（ばいきんまんが本気でアンパンマンたちと戦っているのを、演技だと勘違いしているため）。

#### 悪さ
普段は暇または空腹を持て余して町をバイキンUFOでうろついていたり、パン工場でのアンパンマンたちの会話を蜘蛛型の盗聴器で盗み聞きしたりしており、その中で数々のいたずらを思いついては実行に移している。いたずらの内容としては、登場する2人のゲストキャラクターの一方に変装してもう一方に対して悪さを行い本物のキャラがその犯人だと疑わせる、自分やアンパンマンの事を（あまり）知らないゲストキャラ（新キャラ）に対してアンパンマンが悪者だと嘘を吹き込んで敵視させる等がある。 
だが、いたずらは一旦成功しかけるも最後は必ず失敗に終わる。失敗のパターンとしては、ストーリーの序盤でゲストキャラの何らかの攻撃によって一旦退けられ、その後ゲストキャラから攻撃手段を奪ったり、拉致監禁したりしてピンチに陥れるも、アンパンマンによって再び敗れる、といったものが見られる（初めのゲストキャラの攻撃がない場合や、ゲストキャラではなくアンパンマンがアンキックなどで撃退する場合もある）。アンパンマンについても、顔を濡らす等して弱体化させることに成功することがあるが、新しい顔が用意されることで必ず形勢が逆転する。そうするとばいきんまんは自暴自棄になって、「勝負はこれからだー！」などと言って主に体当たりを実行するがアンパンチで確実にやられてしまう。また、逃げたりすることはほとんどない（アニメ初期は退却することも多かった）。初期では変装でごまかして難を逃れようとすることもあったが、アンパンマンの目の前で変装してしまうことで正体がばれてしまう。ただし、必ずアンパンマンにやられるわけではなく、自身の発明したメカが暴走して自身のUFOと激突した爆発で吹っ飛ばされるなど、自身の間抜けな性格で自滅してしまうこともある。
第一話におけるばいきんまんの悪事はてんどんまんの天丼を食い逃げしたことで、当時まだ自己愛が強くプライドの高かったてんどんまんの怒りを買って追い回されている。
まれに、いたずらをするわけでもなく他のキャラクターと特別に絡んだりもせずに、第三者的な立場で登場するだけで終わる場合もある。また、いたずらをする話の場合でも必ずしも本人の意思でいたずらをしているとは限らず、単にドキンちゃんのわがままに振り回されて使い走りにされ、渋々ゲストキャラを拉致してくることも少なくない。キャラクターの過失に被害を受け、しかえしすることもしばしばある（ホラーマン、にんにく小僧等）。そのしかえしをのぞけば、悪さを全くしていない話も存在する（『ばいきんまんとクレープマン』等）。いたずらをしても、結果的にアンパンマンたちと打ち解けて仲良く踊ったり、食べ物を分けてもらえる、お願いを受け入れてくれるなどの彼にとってプラスな結果になる回もある。
ただの悪党として思われるのは嫌いなようで、町中に指名手配された時は激怒していた。
アンパンマンよりジャムおじさんやパン工場を優先して襲うこと（拉致含む）もある。TV第468話A「ばいきんまんとシーボーズ2号」では、ジャムおじさんやバタコさんたちもろとも、パン工場を海底深く沈めて2度とアンパンマンの新しい顔を焼けないようにしようと企んだり（海底の火山近くまでジャムおじさんたちは引きずりこまれ、水圧でパン工場の外壁は損傷していた）、TV第95話A「アンパンマンとバイキンヘリコプター」ではアンパンマンやジャムおじさんたちもろともパン工場を非常に高度のある場所から地面に叩きつけようとしたり等である。

#### 食いしん坊
非常に大食いで、食い意地も人一倍である。アニメ初期はさほど大食いではなく、てんどんまんとカツドンマンの頭の丼だけでお腹がいっぱいになっていたが、その後徐々に消費量が増えていき現在では何十人前もの料理も一気に平らげてしまう。ドキンちゃんが嫌いな野菜サラダも残すことなく味わって食べている。
ただし、辛い物(カレー、辛子や山葵等の香辛料等)、酸っぱい物（梅干し等）、苦い物（ニガウリジュース等）、殺菌作用のある物は苦手。それら以外で本人が「嫌いだ」と公言したのはニンジンとあんパンくらいしかない。また、綺麗な物が嫌いであるためか豆腐のような純白な食べ物にも些か抵抗がある様子。現在では激辛でなければカレーライスも食べられ、おくらちゃんやこむすびまんと一緒に梅干しおむすびを「酸っぱい」と言いながらもおいしく食べたエピソードがある。中でも特に好きな料理を挙げたことはないが、おむすびや野菜よりは肉の方が好きである。また、甘い物には目がなく、星の子ルルンを金平糖のような味がすると気に入って舐めたことがある。
お腹を空かせているエピソードも多く、空腹が悪事を働く動機となることが大半である。お腹を満たすためにしょくぱんまんから配達用のパン、カバオくんたちからおやつや弁当を狙うことが多い。料理が得意なゲストキャラクターを直接拉致して無理矢理料理を作らせようとすることもあるが、お腹を空かせた子供に変装したり、2人のゲストキャラの料理の味を比べてやる等と言って料理を食べ尽くしたりする場合もある。素直に頼んでいる場合に限り、大抵のゲストキャラは快く料理を提供してくれるが、ばいきんまんは自分の分だけでは満足できずに皆の分も独り占め・横取りしたり武器で脅かそうとするので、アンパンマンたちに止められてしまう。訳を言って頼むのは自分らしいと思えず、他人から奪って得ることが自分らしいとのこと。
残さず賞味することの大切さに理解があり、持ってきた野菜を味わって食べないドキンちゃんに対して味わって食べるよう説いたりしている。また、食事の前の「いただきます」も欠かさず述べる。たとえ戦闘時においても、料理を差し出されたり口へ放り込まれたりすると、戦闘そっちのけでひたすらおかわりを要求する。この食い意地が災いし、アンパンマンにとどめを刺せなかったり、ジャムおじさんたちが助けに来るまでの時間稼ぎに利用されたりしてしまうことがしばしばである。時には食べ物をもらうなどで満足してバイキン城へ帰宅してしまい、戦闘が終わってしまう場合も稀に存在する。
食いしん坊なだけに人一倍舌が肥えており、ホラーマンのパスタ料理や鉄火のコマキちゃんの鉄火巻きを食べた際には、それらの問題点を具体的に説明した上で「まずい」と評している。その反面、自身の料理の腕は悪く、自分で蕎麦を作って食べた時はあまりのまずさに青ざめていた。プリンちゃんとエクレアさんが作ったケーキを食べた時に至っては、あまりのまずさにケーキがトラウマになってしまっていたが、現在は消えている。

### 体質
ばいきんまんはいわゆる「黴菌」であるため、前述の通り清潔にすることを極度に嫌い、殺菌作用のある食べ物にも弱い。また、風呂に入ったり石鹸で洗われたり浄化作用のある物質に当たると体が小さくなったり、白くなってしまう。ただし、彼自身に健康や衛生を脅かしたり食品を汚染させたりする描写はあまりなく、そのような不衛生行為（特にアンパンマンの顔を汚し力を奪う行為）は主に手下のかびるんるん等が代わりに行っていることが多い。また、自身も黴菌でありながら風邪をひいたり虫歯になったりすることがある。
バイキンメカに搭乗した時のばいきんまんは非常に勇ましく、時として残忍性をも匂わせ、アンパンマンたちを幾度と無くピンチに追い込んで来た。その反面、生身のばいきんまんは強いとは言えず、チーズに尻尾を噛み付かれ手も足も出なくなったり、メカを破壊され打つ手を無くし大勢の人々に詰め寄られた途端及び腰になるなど、情けない姿を見せることもある。一度雷に打たれてアンパンマンと身体が入れ替わった際、ばいきんまんの身体になったアンパンマンにパンチ技を繰り出されたが、体を優しく叩かれるだけで、この時アンパンマンの身体になったばいきんまんは「何て情けないパンチ。こんなのでアンパンマンを倒そうとしていたのか」とがっかりしていた。前述の通り、アンパンマン打倒のために日夜鍛錬に励んでおり、修行の末、肉弾戦でアンパンマンと互角に戦ったり、変身やパワーアップによる姿でアンパンマンを後一歩というところまで追い詰めることもあった。ただし、カナヅチで、溺れる描写が何度か見られる。運動神経や体力は逸脱しているとは言えないが、連続した岩の柱を軽々と飛び移り、マントが使えないアンパンマンと互角に渡り合ったことがある。また、いざと言う時は火事場の馬鹿力のように、根性で乗り切る。

### 特技
特技は変装や発明で、これらを駆使してアンパンマンやゲストキャラクターを罠にはめたりやっつけたりする。
そのほかにも、剣の腕もなかなかのもので、アンパンマンやナガネギマンとフェンシングでほぼ互角に戦ったことがある。また、音楽好きの一面もあり、特にチェロはチェロヒキーさんに仕込んでもらったことで、コンサートで聴衆をうっとりさせたほどの腕前である。また催眠術をかけることもでき、ゲストキャラを操って悪事に加担させることもある。
日頃からバイキンメカを作っているためか、物作りに関しては器用で、テレビアニメスペシャル『アンパンマンとクリスマスの星』では、吊り橋の床板を使って2人乗りのそりを作ってみせアンパンマンを感心させた。
後述の通り基本的に持ち歌を除けば音痴であり、自分が歌うと周りの人は苦い目に遭うほどである。

### 頭脳
間が抜けているが、メカやコンピュータに関する科学力・技術力は非常に高く、主に金槌等を使って奇妙ながらさまざまな武器や機能を備えたメカやロボット（バイキンメカと称される）を次々と造り、またそのメカをまるで自分の手足のように動かせる。メカ以外ではバイキン光線を発射する光線銃や巨大なハンマー等を使って戦う。隙を見つけるのも上手く、アンパンマンが彼のメカの攻撃を防いでる途中や二次災害に巻き込まれたり人質にされて空中に投げ飛ばされた人を助けた直後を狙い顔を濡らしたり汚すことも多い。アンパンマンと同等の実力者と戦う時は最初は大抵は彼らの攻撃を一度は食らってしまうが、再び戦う時は彼らの攻撃手段をさまざまな手段で防御したり未然に封じるなどと同じ轍を踏むことはあまりない。
「天才科学者」を自称しており、前述のメカ開発のほかに悪巧みにも長けており、いい作戦が思いつくと「オレさまは何て頭がいいんでしょ〜!!」と自画自賛する。しかしそれ以外の知識には相当のムラがあり、ドキンちゃんに簡単な足し算の問題を出されても答えられなかった（ただしTV第63話『アンパンマンとクリスマスの谷』で、サンタクロースが筆記体の英語で書いた文章を訳しながら読んでいるシーンがある）。また、自身が作ったもの以外の乗り物はまともに乗りこなすことができない。
一方で、アンパンマンたちより知識に長けている描写もある（ばいきんまんが化けた考古学者に対してアンパンマンは考古学自体を知らなかった、アンパンマンが知らなかったスカシカシパンについて知っている等）。バイキン城のモニターで映し出された場所を即座に当てたり、城の中には相当の蔵書数がある図書館のような部屋がある描写もある。他にもコンピューターのハッキング技術にも優れた面があり、TV第128話B『アンパンマンとくるまの国』ではコントロールセンターのコンピュータをハッキングして信号機を暴走させてアンパンマンを窮地に追いやっている。おくらちゃんの手伝いをしたためか、野菜栽培にも詳しい。
新兵器を作る時や実験を行う時は、白衣、眼鏡、黄色のカツラとつけ髭をつけ「バイキン科学者」に扮することが多い（本人は「バイキン博士」「ドクター・バイキーン」等と名乗る）。

### 言葉遣い
一人称は「おれさま（俺様）」。二人称は主に「おまえ」。初期では「きさま（貴様）」とも言っていた。相手によっては「あんた」「あなた（貴方）」、まれに「きみ（君）」と言うこともある。
年上（ばいきん仙人などを除く）に対しても「おまえ」と呼んだり呼び捨てにしたりなど横柄な言葉遣いで話すが、ドキンちゃんやコキンちゃん、彼が苦手としている女性に対しては比較的柔らかい口調になる。ゲストキャラクターの名前に「くん」「ちゃん」「さん」等の敬称が直接織り込まれている場合でも、放送開始〜1990年代までは呼び捨てにしていたが、2000年代からは一部（フランケンロボくん、チェロヒキーさん等）を除けば敬称も含めて呼ぶことが多い。
テレビアニメ初期では「バーカ！」や「弱虫雑魚」などの酷い暴言もあった。テレビアニメ版の放送が続き、メイン視聴者層が未就学児だと判明すると、製作スタッフの意向により、このような一部の乱暴な言葉は表現上避けるようになった。

### 独特の言い回し
ばいきんまんの台詞には下記のような独特の言い回しが多い。
ハ〜ヒフ〜ヘホ〜！
喜んだ時や登場時には大声で「ハ〜ヒフ〜ヘホ〜！」と叫ぶ。元ネタは1970年代後半から上演されたアンパンマンのミュージカル（ばいきんまんが誕生したのはこの作品）での台詞から。当初、笑い声は必ずしもハ行に固定されておらず、まれにパ行やバ行になることもあったが、子供の反応がよかったのでハ行で定着した。それを担当声優の中尾が普段のハスキーな声をさらにつぶして独特の濁声に至る。中尾によると、この潰したような声を出すにあたっては、啖呵売を参考にしたという。このセリフが原因で変装がバレたこともある。
アニメ初期では「ハヒフヘホったらハヒフヘホ」と両手を左右に振って踊ることもあった。
バ〜イバ〜イキ〜ン！
アンパンマンたちに敗れ、吹っ飛んで退散する時の捨て台詞は「バ〜イバ〜イキ〜ン！」。アニメ初期は自ら退散するときは「バイバイキーン」で、アンパンチ等の制裁を受けてから逃げるときは「覚えてろ〜！」と言う等特に決まっているわけではなかった。後に、ドキンちゃんや彼と手を組んだ敵等もこのセリフを言っている。また、映画『ルビーの願い』『ブルブルの宝探し大冒険!』では、パワーアップしたばいきんまんに「バイキンパンチ」をお見舞いされたアンパンマンが、このセリフを捩って「バ〜イバ〜イア〜ン！」と叫んでいるが、実際に本人が言ったことは一度もない。アンパンマンが敗れ、吹っ飛んで退散する時は、単に「うわあーー！」と言う。
『それいけ!アンパンマンくらぶ』では、かつて出演者の終わりの挨拶に用いられていた。現在でもキャラクターショーやアンパンマン関連のイベントにおいて出演者が別れの挨拶に用いることが多い。
テレビアニメ第48話Bパート「アンパンマンととぶ木馬」（1989年〈平成元年〉9月11日）では、ドキンちゃんがアンパンマンに救出されて喜んだ時に「バンザイキーン!」と言ったことがあった。2009年（平成21年）のテレビアニメ・クリスマススペシャル「がんばれクリームパンダ!クリスマスの冒険」では、ニットさんが作ったアミキンマンによって、アンパンマンを吹っ飛ばして撃退したときに、ドキンちゃん・ホラーマンとともに普段とは逆の意味で「バイバイキーン！」と叫び、日頃の雪辱を果たした。
その他の言い回し
- アンパンマンが現れた時には「出たなお邪魔虫!!」と言う[注 28]。
- アンパンマンの味方に攻撃されるか辛い物や苦い物を食べさせられて、反撃する時は「よくもやったなー！」や「もう（本気で）怒ったぞー！」と言うことが多い。
- 日常の会話などでよく「ハヒ（ハヒ〜…）」と言う（疲れたりした時の溜息等）。
- 極度の空腹時に「オレさまお腹がペッチャンコ〜♪」などとおかしな歌をけだるく口ずさむことが多く、ドキンちゃんに「変な歌歌わないで」と咎められる。
- 語尾につける言葉は初期が「バイキン」「バイ」「キン」、1990年代中頃からは「〜のだ」が多い。
- 騙していたゲストキャラクターに真相がバレて詰め寄られると「騙されるほうが悪いんだ!」と開き直る（騙されたゲストキャラクターが自責の念に駆られていると、バタコさんやメロンパンナに「悪いのはばいきんまん」と励まされることが多い）。
- アンパンマンやゲストキャラクターと戦っている最中、ドキンちゃんに頼まれことの催促をされると「ちょっとドキンちゃん、今それどころじゃ…」と言ったり、「あ、そうだった…」と言ったりする（この時によそ見をしたせいで形勢が逆転されてしまうパターンが多い〈ドキンちゃんについては、吹き飛ばされたばいきんまんを追ったり、「あたし知らない」「あたし、〇〇は今度でいいから」などと言ってバイキン城に先に帰ったりする〉）。
- ドキンちゃんが人質を取る、アンパンマンの顔を濡らす、新しい顔への交換を妨害する等ばいきんまんの戦いをサポートした時は、「サンキュー(いいぞ、ナイス)ドキンちゃん！」等称賛の言葉を贈る。
- 他の悪役キャラと手を組む際に命令口調で話すことが多いが、立場が上のキャラ（黒バラ女王や化石の魔王など）には敬語で言い直すパターンが多い。稀に口車に乗せるパターンもある。
- ドキンちゃんが先にバイキン城に帰ってしまう時、「ちょっとドキンちゃん」や「ドキンちゃん、置いてかないで」などと言う。
- アンパンマンを倒したことがほとんどないために倒したと思い込んだ時は、「やったー！ついにオレさま、アンパンマンをやっつけたぞー！」と笑ったり号泣したりする。
- 変装している時に「オレさま…、じゃなかった、○○（変装したキャラクターの一人称）は…」と言い間違えてしまうことが多い（子供に変装している時は「僕」と言う）。

### 人物関係
日頃の行いにより、町の人たちや子供たちからは恐がられたり、近付いただけで避けられたり、馬鹿にされたりしている。ただし、1997年（平成9年）のテレビアニメ・スペシャル「メレンゲシスターズのクリスマス」では、ばいきんまんが瓦礫の下敷きになった際に住民たちは悲しみ、瓦礫を掘り起こしたり彼の無事を願ったりしている。
仲間・部下思いなところもあり、かびるんるんたちに対してはご飯をあげないせいで家出された時、心配でたまらず、バイキンUFOに乗って探しに行ったその様子をドキンちゃんに見られた時、一人称が「ぼく（僕）」になったり、「ドキンくん」と呼びかけたりと動揺している。メカかびるんるんが暴走した時に、かびるんるんが自分のために戦ったのを見て許している。また、かびるんるんが無事帰ってきたことに涙し、主従抱き合ったこともあった。しかし、普段はおやつを取り合ったりなどもすることがあり、まずまず仲良くバイキン城で暮らしている。
自身を全く警戒しない人々とは、エピソードによっては友達付き合いをしている。また、簡単にあきらめない性格からチェロヒキーさんやヒヤリコなど、失敗にくじけそうになっている人々を励ますこともある。チェロヒキーさんとは成り行きで彼の過去の失敗を聞き、最初は嫌々だったが前述の性格上放っておけず、協力して一緒にコンサートを開いたことで彼に自信を取り戻させ、以降ばいきんまんにとって希少な友人関係を築き、たまに一緒に演奏したり、バイキンUFOをタクシー代わりにしてコンサート会場へ送り届けている。
原作者やなせたかしの絵本では、アニメほどアンパンマンたちと敵対しているわけではなく、アンパンマンの誕生日にジャムおじさんたちと共同でアイディアを出し合い、盛大なパーティーを開くエピソードもある。

#### 女の子との関係
居候を決め込むドキンちゃんに対して当初は強気に接していた。メロンパンナがレギュラーになった頃には夫婦漫才のようなやりとりが多くなり（初期にもTV第37話A『アンパンマンとくじらのクータン』などではそうしたやりとりが見られる）、ロールパンナが加わった頃からは完全に尻に敷かれている。「○○が欲しいから持って来て」とねだるドキンちゃんに対し、時には「自分で行けば？」と冷たく返すこともあるが、脅されたり大声で怒鳴られたり泣き落としをかけられたりして結局行かされる羽目になる。苦労して手に入れたご馳走もドキンちゃんに全て横取りされて落ち込むことも少なくない。行方不明になると夜を徹して探しに行くなど、何だかんだで仲は良く、彼女が死んだと思ったりした時は号泣している。また、ドキンちゃんには何らかの感情を抱いている様子で、彼女のしょくぱんまんへの好意を見ると嫉妬したり悔しがったりして、彼を困らせようとすることも多い。
恋多き男でもあり、前述のとおり、可愛らしい女の子や容姿端麗な美女にはめっぽう弱く、ドキンちゃん以外にも、りんごちゃんを筆頭に、ポットちゃん、ナプキンさん、おダンゴちゃん、おことちゃんなど、数多くの女性キャラクターに一目惚れをしてきた。しかし、その恋が成就することはなく、現在では好意を抱くことなく他のゲストキャラクターと同様の態度で接していることが多い。OVA『いっしょにおべんきょう』シリーズでは、巻毎に登場する女性ゲストキャラクター全員に恋心を抱いており、最後まで心の内が伝わることは無かったものの、それぞれと友達としての関係を築いていた。映画『くろゆき姫とモテモテばいきんまん』では、くろゆき姫と終始いい雰囲気になっていたが、最終的には呪いの解けた彼女の誘いを「おれさまは悪役だから」と潔く断っている。
か弱い女の子、お転婆な女の子（ドキンちゃん、ルビーなど）、何をするか分からない子（コキンちゃん、ミントちゃんなど）、自分を叱責するみみせんせいには弱い。自分を警戒しなかったり欲求を素直に聞き入れてくれたりすることを嫌う。そのため、プリンちゃんとエクレアさんやしらたまさんなどの押しの強い子や、自分の悪事を全て良くとってしまう極端にポジティブな考えの人（おくらちゃん、マダム・ナン、おしんこちゃんなど）も苦手としており、彼女らから「いい人」と思われてしまうエピソードも多い。女の子の涙に弱い節もありもらい泣きしてしまうことも。
シチューおばさんやチーズフォンデュさんなどの年配の女性からも好印象を持たれている。ミス・マリーネやさくらもちねえさんなど、大人っぽい雰囲気を持った女性からは「坊や」と呼ばれることがある。本人はそれを嫌っている。てんどん母さんからは「あたしがあんたのおっ母さんになってやるよ」と言われ、散々説教を受けたため、やはり苦手としている。ちびぞうくんの母親であるでかこ母さんも苦手だが、彼女の持つ母性に甘えるエピソードや、ゆきんこゆきちゃんやメロンパンナと仲良くしているエピソードもある。

#### アンパンマンとの関係
自分の手でアンパンマンを倒すことを夢に見ているが、アンパンマンに助けられたり顔を食べさせてもらったときは協力するなど、潔い一面がある。これは、「アンパンマンに助けられた」イコール「負けた」ことを認めたくないというのが理由の一つ。しかし、ばいきんまんはアンパンマンのことを永遠に敵だと思っているため、一度借りを返せばまた元の関係に戻る。
TV第4話B「アンパンマンとおむすびまん」では、悪さをした罰としておむすびまんに岩を投げられてしまうが、「こっちも助けてください」と素直に頼んだため、アンパンマンに助けられる。また、初めてアンパンマンに協力したのは、TV第11話A「アンパンマンとイタイノトンデケダケ」である。ばいきんまんは、奪ったイタイノトンデケダケを持ってアンパンマンから逃げる際に洞窟の川に落ちてしまう。アンパンマンは、最初は川に流されているばいきんまんを無視して、ばいきんまんと共に川に流されているイタイノトンデケダケのみを拾おうとしたが、アンパンマンに何度も助けを求めるばいきんまんを結局は放っておくことが出来ず、ばいきんまんを助ける。ばいきんまんはアンパンマンに無事に助けられるが、イタイノトンデケダケは滝に流されてしまう。疲れて気絶したアンパンマンを最初は嘲笑したが、自分を助けてくれたアンパンマンを放っておけなかったのか、洞窟の中で別のイタイノトンデケダケを見つけ、それをアンパンマンの元に置いて隠れる。その後、目を覚ましてそれに気づいたアンパンマンは、ばいきんまんへのお礼を口にしながら帰って行き、それを隠れて聞いていたばいきんまんは「礼を言われたくてやったんじゃないやい、バーロー」と頬を染めながらつぶやいていた。
TV第48話B「アンパンマンととぶ木馬」では、自分が作った飛ぶ木馬にドキンちゃんが乗って遊ぼうとしたが、その木馬をドキンちゃんが壊してピンチになり、アンパンマンの協力を拒否して一人で助けようとする。しかし、バイキンUFOが岩場にぶつかって壊れて助ける方法がなくなり、アンパンマンもドキンちゃんを助ける途中で滝の水をかぶって顔を濡らしてしまう。このことで、ばいきんまんは悔しがっていたが、ドキンちゃんを助けられるのはアンパンマンしかいないと判断し、自らジャムおじさんたちのいるアンパンマン号の元に向かい、アンパンマンの新しい顔を受け取り、アンパンマンを助けるという一面を見せた。このおかげでドキンちゃんはアンパンマンに無事救出される。アンパンマンは自分を助けてくれたばいきんまんに感謝し、ジャムおじさんたちも彼にお礼を言い、ドキンちゃんも自分を助けてくれたアンパンマンにお礼を言った。ばいきんまんは、「これぐらいのことで、アンパンマンと仲良くなると思うなよ。」と呟き、ドキンちゃんと共にUFOに乗って去って行ったが、その去り際にはまんざらでもないような笑顔を見せていた。
自分がピンチに陥って、その場にアンパンマンがいるとつい助けを求めてしまうこともある。映画第1作目『キラキラ星の涙』では、さかさまんの糸で縛られた際、アンパンマンに「アンパンマーン！助けてー！」と助けを求め、偶然通りかかったアンパンマンの隣を飛んでいたひのたまこぞうのお陰で助かった。カバオくんたちがばいきんまんが新しく作ったもぐりんに興味を持ち、もぐりんを乗っ取られた時は、自らアンパンマンたちと手を組んでもぐりんを取り返そうとすることもあった。
TV第899話A「ばいきんまんとハテナのとう」では、夢の中とはいえアンパンマンに勝利したが、「自分はアンパンマンと戦うのが一番の楽しみだった」と気づき、虚しくなっていた。その後、倒したはずのアンパンマンが駆けつけた時はうれしそうな反応をしていた。
「アンパンマンに一度も勝ったことがない」とばいきん仙人やドキンちゃんたちに言われているが、初めてアンパンマンと会った時では全身を泥だらけにしてダメージを与えるなど、事実上勝利したこともある。自身は毎回のように吹っ飛ばされて退散しているが、アンパンマンを吹っ飛ばして退散させたこともある。ただし、話の最後でアンパンマンのアンパンチを喰らう、他のキャラクターに悪事の邪魔をされたり戦意喪失の状態にされたりする、災害の発生や他の強敵によって戦いが不成立になるなど、ばいきんまんが優勢のまま物語が終わるのは極めてまれである。
CDブック『手のひらを太陽に 50周年記念CD』に収録されているばいきんまんとカビルンルンコーラスが歌った『手のひらを太陽に』には、「オレさまがいなきゃアンパンマンは活躍できない」「影が無ければ光もない」といった台詞があり、ばいきんまんとアンパンマンの両者の存在が互いに敵対しながらも、持ちつ持たれつの関係で共存していることを肯定している。本来明るい歌を嫌うばいきんまんが『手のひらを太陽に』を歌った理由として、自身が前述のような存在であることで世の中の役に立つ黴菌として“生きている”から、と台詞の中で説明している。
また、映画の予告編などで普通に会話していたり、知育ビデオや番外編などで敵対せず一緒に行動していたりするなどと本編以外では仲良くしていることが多く、周囲からは素直じゃないのを指摘されたことがある。テレビアニメのエンディングアニメーションでもアンパンマンたちと仲良く体操を踊っている。アンパンマンもアニメ本編では敵対していることが多いが心の奥底から憎んでいるわけでもなく、クラスメートみたいな存在だと語っている。
JAの「こども共済」のテレビコマーシャルではアンパンマンと一緒に落ちそうな赤ん坊を助けて共に喜ぶ一面を見せている。

#### その他の敵キャラクターとの関係
アンパンマンをやっつけるばいきんまんだが、他力本願なところもあり、これまで、色々なキャラクターと共にアンパンマンたちを困らせたことがある。エピソードによっては、ばいきんまんと絡まなければ悪事を働くことのなかった者も少なからず存在する。この節では、映画版での悪役に関する記述は省略する。
怪獣・怪物・巨人
かぜこんこん、アンコラ、へどろまん、すなおとこ、ゴミラ、こおり鬼など、愛嬌があり本質的に性格は温厚、単純なキャラクター。ばいきんまんは、何らかの手段（虚言、挑発、催眠術、脅迫、誘惑等）を使って彼らを利用する。その時のばいきんまんは強気であることが多い。主な結果として、彼らもばいきんまんと一緒にアンパンマンたちに制裁されるパターン、もしくはアンパンマンと彼らが和解（ばいきんまんは制裁のみ）するパターンが挙げられる。
魔王、女王
氷の女王、バイキン大魔王、黒バラ女王、化石の魔王など、高慢で不遜な態度をとり、普段からアンパンマンを敵視しているキャラクター。ばいきんまんは、利害が一致になる理由（阿附、虚言、取引等）を申し出て彼らと手を組む。その時のばいきんまんは敬語を用いることもある。主な結果として、一緒に空の彼方へ飛ばされたり、仲間割れになったり、アンパンマンと一緒に彼らの被害に遭ったりする。彼らがアンパンマンたちと和解することはないが、ばいきんまんやドキンちゃんたちは制裁を逃れることもある。
ばいきんまんとは無関係に悪事を働くキャラクター
雪鬼、ラッピー、くらやみまん、黒雪姫など、無差別的に他人を攻撃ターゲットとするキャラクター。ばいきんまんは、自分たちが無事だと分かれば逃げたり隠れたり等、戦いには消極的になる。主な結果として、アンパンマンに戦わせるつもりが結果的にアンパンマンと協力して彼らをやっつけるというケースが挙げられる。まれに、雪鬼やくらやみまんに関しては、前述の黒バラ女王や化石の魔王たちのように接して味方にすることもある。
仙人
きりふき仙人、ゆげ仙人など、能天気でとぼけたキャラクター。ばいきんまんは、彼らの能力を買って対等な立場で接する。主な結果として、怪獣たちと同様にばいきんまんのみ制裁される（まれに一緒にやっつけられる）。
おばけ
ホラーマン、バケルくん、かさおばけ、まくらこぞう、ストローこうもりなど、怖がらせたり、驚かせたりするキャラクター。ばいきんまんは、彼らを騙したり単純に仲間として接する。主な結果として、悪戯の加減を知らないという理由で彼らから制裁されたり、一緒にアンパンマンたちにやっつけられたりすることがある。彼らがアンパンマンと和解することはあるが、通常ばいきんまんサイドに身を置く者もいる。
科学者
ドクター・ヒヤリ、ふけつまん
ばいきんまんと波長が合う。主な結果として、失敗した責任のなすり付け合いなどで喧嘩になる。
バイキン大軍団
登場回 - TV第1190話「アンパンマンとバイキン大軍団」
ばいきんまんとドキンちゃんが中心となって結成した悪の軍団。アンパンマンをやっつけるという目的で、黒バラ女王、化石の魔王、こおり鬼が手を組んだ。のちに偶然居合わせたかぜこんこんも加わる。

## 変装・変身

### 変装
前述のように、悪さをするに際して変装をすることが多い。この変装はどれもよく見ればわかりそうなものなのばかりであるが、いかなる者たちも初めはばいきんまんの変装に気づかない。変装によっては極端に声が高くなったり（主に女装時）する場合があり、その最中につい通常の声で喋ってしまって怪しまれてしまうこともある。変装がばれる場合は、鬘（かつら）などが取れる、2本角やしっぽが見えてしまう、ばいきんまんが成り済ましたキャラクターの本人が現れる、めいけんチーズに匂いで変装を見破られる等がほとんどである（前者2つは火傷を負った時、驚いた時、壁にぶつかった時、転んだ時、くしゃみをした時、彼と共に変装したドキンちゃんと食べ物の取り合いになった時にばれることが多い）。アンパンマンやゲストキャラクターを上手く陥れた場合は自ら正体を明かすこともある。アニメ初期のアンパンマンはばいきんまんの声で変装を見抜くことが多かった。変装のバリエーションは下記のように非常に多い。

#### オリジナル
（作中世界において）実在しないキャラクターに変装したもの。他のキャラクターに成り済ます必要がない場合や複数のゲストキャラクターの味比べをする時に変装することが多い。変装するキャラクターの名前・容姿・設定は、標的となるゲストキャラクターのそれらに因んだものがほとんどである。
バイ吉（バイきち）、バイ太郎（バイたろう）、きんたろうくん
初登場回 - TV第227話B「アンパンマンとだるまロボット」
子供に変装した姿で、最も登場頻度が高い。初登場時は「きんたろうくん」名目で、緑の帽子、眼鏡、ピンクの服といった姿で登場したが、TV第427話「メロンパンナのねむり姫」から「B」の文字が入ったキャップ帽に眼鏡、サスペンダー付きのショートパンツといった出立ち（時々マスクも着用する）となり、以降それが定着している。子供たちや住民の群衆に紛れ込む時等に変装することが多い。アンパンマンには小学校の生徒だと認識されている。公式サイトのおみくじコーナーでも「吉」繋がりでネタとして使われている。
怪しいおじさん（あやしいおじさん）
初登場回 - OVA「勇気りんりん! みんなの1にち」
トレンチコートを着た男性に変装した姿。食べようとしていた食パンをネコくんに取られたため、彼を言葉巧みに森の中へと連れ込んでから正体を明かし、パンをゆすり取ろうとした。
アラババ
初登場回 - TV第314話「砂の魔王と虹のピラミッド」
サングラスをかけたアラビア商人に変装した姿。アンパンマン達を言葉巧みに騙して、虹のピラミッドに封印された砂の魔王を蘇らせようとした。
磯辺餅の人（いそべもちのひと）
初登場回 - TV第414話B「いそべえとのりのりのりへい」
いそべえを騙す変装した姿。いそべえに似てるが本人の前で披露したため本人の偽物ではない。
うどん大臣（うどんだいじん）
初登場回 - TV第1219話A「クリームパンダとうどんくん」
うどんくんのうどんを食べるために変装した姿。しかし、うどん作りを習得したクリームパンダが「自分の作ったうどんを食べさせたい」とわがままを言ったせいでまずいうどんを食べさせられ、激怒したことで彼をいじけさせてしまう。その後、改めてうどんくんが作ったうどんを食べおかわりを要求するが、クリームパンダを心配し後を追った彼を追いかけていた途中で転倒し変装がばれてしまった。
占い師（うらないし）
初登場回 - TV第1060話A「アンパンマンとモッチーくん」
おしるこちゃんの店へ向かうモッチーくんが道を間違えていたため、正しい道を教えるために変装した姿。
運送業者（うんそうぎょうしゃ）
初登場回 - TV第538話B「ばいきんまんとにこにこカレーパンマン」
一日笑顔でい続けると約束したカレーパンマンを怒らせるために変装した姿。町の住人を呼び込み便利屋に仕立て上げさせる、子供たちに変装したかびるんるんと共に顔のカレーが無くなるまでカレーライスを食べ尽くす、無理矢理彼が苦手な甘いお菓子を食べさせる等してダウンさせてしまった。
エイリマン
初登場回 - TV第716話B「クリームパンダとバナナ島」
エイ型の宇宙人に変装した姿。バナナ島に遊びに来ていたクリームパンダやカバオくんたちを人質に取り、バナナマンたちのバナナ料理を全て強奪してしまう。ドキンちゃんやかびるんるんたちも同じ姿に変装していた。
おじいさん
初登場回 - 「アンパンマンとストローこうもり」
ばいきんまんがストローこうもりにはちみつぼうやの蜂蜜を盗ませ、その濡れ衣をアンパンマンに着せた。
おはぎ姫（おはぎひめ）
初登場回 - TV第692話A「アンパンマンとおはぎちゃん」
おはぎちゃんのおはぎを食べるために変装した姿。
おばさん
初登場回 - TV第50話「アンパンマンとゴミラ」
町の人がゴミラにゴミを食べているのを見て彼にスーパーカビハートを飲ませるため変装した。
オヒサマン
初登場回 - TV第716話A「カレーパンマンとカップラーメンマン」
「太陽の王子」に変装した姿。どちらが熱いか争っていたカレーパンマンとカップラーメンマンの2人に過酷な我慢比べをさせた（自分も巻き添えを食らってしまう）。
おみこしまん
初登場回 - 映画第6作目同時上映「こむすびまんとお祭りロボット - みんな集まれ! アンパンマンワールド（Aパート）」
ドキンちゃん扮するお囃子ちゃんと共に変装した姿。こむすびまんと夏祭りのイベントのことで揉めていたどんぶりまんトリオの前に現れ、祭りの主催を引き受ける。当日、来場者たちに時間が経つと固まって動けなくなる遅効性の接着剤「強力ストップノリ」が仕込まれた浴衣を着せ、ご馳走が一通り揃った所で正体を表し、お祭りロボットに乗り込み食べ物を奪う。
海賊バイキング（かいぞくバイキング）
初登場回 - TV第203話B「アンパン三銃士とバイキング」
船を襲撃し積荷を強奪する海賊姿のばいきんまん。
カステラ伯爵（カステラはくしゃく）
初登場回 - TV第1155話B「アンパンマンとカステラ男爵」
見た目はカステラ男爵にそっくり。カステラ男爵に真剣勝負を挑み、ズルをして彼を負かせる。その後、カステラ姫に変装したドキンちゃんと共に彼を唆し、アンパンマンと一騎討ちさせる（その間2人でカステラをご馳走になる）。彼に止めを刺せず躊躇していたカステラ男爵に代わってアンパンマンに剣を振りかざすが、カステラ男爵に襟首をつかまれたせいでかぶり物が外れ、変装がばれてしまった。
かまめし仙人（かまめしせんにん）
初登場回 - TV第954話B「アンパンマンと鉄骨かまめしどん」
鉄骨かまめしどんを騙し、山頂から大きな釜飯を周囲に投げ飛ばさせ町の住民を危険な目に遭わせる。その後釜飯で手足が塞がったアンパンマンを追い詰めるが、鉄骨かまめしどんが最後に投げた特大の釜飯に押し潰されてしまった。
からっ風のバイ太郎（からっかぜのバイたろう）
初登場回 - TV第845話A「ばいきんまんとこむすびまん」
ドキンちゃんと共に渡世人に変装した姿。おむすびまんの友人という設定で彼と同じく語尾に「ござんす」を付ける。うめぼしばあやとうめこちゃんが天日干しにしていた梅干しを台無しにしようとするが、こむすびまんに「おむすびまんに頼まれて手伝いに来てくれた」と誤解され梅の収穫を手伝わされてしまう。扱き使われた腹癒せにかびるんるんたちをけしかけてこむすびまんたちを襲うが、駆け付けたおむすびまんによって阻止された。
騎士（きし）
初登場回 - TV第741話B「クリームパンダとキャンディ姫」
鎧に身を包んだ騎士に変装した姿。同じく鎧を着たべろべろまんたちを従え、どちらの方が強いかで言い争いをするクリームパンダとキャンディ姫の前に現れる。岩のハリボテやワイヤーアクションを使い自身を強く見せつけることで2人を尊敬させる。その後、2人に大量の食べ物を持って来させるが、食べ過ぎたせいで鎧が外れ変装がばれてしまった。
キャプテン・ばいきんまん
初登場回 - 映画第7作目「ゆうれい船をやっつけろ!」
幽霊船の船長（キャプテン）に扮した時の姿。映画版が初登場だが、テレビシリーズにも登場し海が舞台の時や海賊船メカに乗る際にはこの姿になることが多い。
キュービクル王子（キュービクルおうじ）
初登場回 - 映画第4作目「つみき城のひみつ」
つみき島の本当の王子だと嘘を付き、島を乗っ取るために変装した姿。その目的はつみき島にある巨大ロボット・ウッドラーを手に入れることだった。
サボテンのテンちゃん
初登場回 - TV第270話B「ハンバーガーキッドとサボテンマン」
サボテンマンを騙し、アンパンマンとハンバーガーキッドを襲わせた時の変装。最後は騙されたことに激怒したサボテンマンの針攻撃で全身が針だらけのサボテン状態になりアンパンマン達に笑われながら逃げ帰った。
シロザル様（シロザルさま）
初登場回 - TV第84話A「アンパンマンとおむすびじま」
キッキたちが住む島（後の「おむすび島」）の住人を騙すために変装した姿。白い髭を蓄えた大柄なサルの姿をしている。自らを「神様」と名乗り、アンパンマンを「悪魔」と偽って住人たちにアンパンマンを捕えさせた後、島中の食べ物を貢がせる。アンパンマンを海に沈めようとするが、駆け付けたおむすびまんによって正体を暴かれてしまった。
スズメ
初登場回 - TV第1280話A「鉄火のコマキちゃんとたわらくん」
たわらくんの米を盗むために変装した姿。収穫の手伝いをしていた鉄火のコマキちゃんに鉄火巻きを食べさせられ、あまりの酸っぱさに飛び上がったせいで変装が取れてしまった。かびるんるん達も「かびちゅんちゅん」として同様にスズメに変装していた。
旅人（たびびと）
初登場回 - TV第919話B「しょくぱんまんとチーズフォンデュさん」
チーズフォンデュさんのチーズフォンデュを食べるためにドキンちゃんと共に変装した姿。アンパンマンたちも彼女に招かれていたため都合が悪くなってしまうが、チーズフォンデュを食べることを優先したため、特に問題もなく皆でチーズフォンデュを食べることができた。「お腹いっぱいになったらアンパンマンをやっつけてやる」と企んでいたが、満腹になったと同時に眠りこけてしまった。
ギョーザ大王（ギョーザだいおう）
初登場回 - TV第1196話B「ばいきんまんとギョーザくん」
ギョーザくんの餃子を食べるために変装した姿。食べ尽くした後は大きな黒い餃子の皮でギョーザくんとアンパンマンを包んで閉じ込めてしまう。
クシャミマン
初登場回 - TV第119話A「アンパンマンとおかしなクシャミマン」
一本の角と髭が特徴。くしゃみ香水で、子供たちやかぜこんこんに風邪を引かせた。かぜこんこんやアンパンマンに変装を見破られても、本人は「クシャミマンだ」と言い張っていた。最終的にかぜこんこんの攻撃で束ねていた角が解け髭が取れたため正体を明かした。
グルメ大王（グルメだいおう）
初登場回 - TV第1032話A「カレーパンマンとうどんくん」
自分たちの料理のことでいがみ合っていたカレーパンマンとうどんくんの前に現れる。うどんのような髪と眉毛が特徴で大きなフォークを持っている。どちらがおいしいか決めてやると言って、2人を「グルメ城」（ただの張りぼて）へ連れて行き料理を作らせるが、不慮の事故により変装がばれてしまう。2人を動けなくした後再び変装し、ジャムおじさんたちが焼いたパンやクッキーを頂こうとするが、衣装がボロボロだったせいで外れてしまい結局彼らにもばれてしまった。
黒マント（くろマント）
声 - 松岡洋子
初登場回 - TV第10話A「アンパンマンとつみきのしろ」
つみきの王子を騙した時の変装。この変装だけ声優が違う。
くろゆきひめ
初登場回 - 「アンパンマンとくろゆきひめ」
魔法の鏡で「世界で一番美しいのはバタコさん」という答えを根に持ったドキンちゃんのわがままを聞いたばいきんまんが変装した姿。バタコさんに虫歯リンゴを食べさせ虫歯にする。その後、アンパンマンとはみがきまんに見破られ、バタコさんに辛子入りのパンを食べさせられたことで正体がバレてしまった。
子羊（こひつじ）
初登場回 - TV第97話B「かつぶしまんと鉄火のマキちゃん」
鉄火のマキちゃんを捕まえるために変装した姿。足をくじいて歩けなくて泣いているふりをして鉄火のマキちゃんを誘き寄せ、彼女の武器である巻き簾を奪い彼女の巻き簾を使って彼女を殴った。
ショウガ大臣（ショウガだいじん）
初登場回 - TV第1243話A「あかちゃんまんとショウガナイさん」
ショウガナイさんのショウガ料理を食べるために変装したが、同じく変装していたドキンちゃんに一緒にいたあかちゃんまんの子守りを押し付けられたせいで食べ損ねてしまった。
食パン先生（しょくパンせんせい）
初登場回 - TV第425話B「しょくぱんまんとトースターマン」
ばいきん仙人のような髭を生やしたコックに変装した姿。老人のような口調で喋り、助手に変装したドキンちゃんと共に、最高級の食パンを作ったとトースターマンに嘘をつき、岩山の工場へ連れ込みトーストを作らせようとする。絵本では描かれてないが、しょくぱんまん号から盗んで来た食パンを誤って変装していない状態で持って来たため、トースターマンに怪しまれてしまった。
世界一の名人シェフ（せかいいちのめいじんシェフ）
初登場回 - TV第1023話A「マヨネーズくんとケチャップリン」
どちらの料理がおいしいかで争っていたマヨネーズくんとケチャップリンの前に現れ、助手に変装したドキンちゃんと共に味比べをする。本人は「味見」と言っていたが、例のごとく何杯もおかわりを要求した。マヨネーズとケチャップが切れたため新しく作らせるよう急かすが、逆に手伝わされてしまう（更にマヨネーズくんに「名人シェフのくせにマヨネーズの作り方も知らないのか」と嫌味を言われてしまった）。
ゼリービーンズブラック
初登場回 - TV第798話B「アンパンマンとゼリービーンズくん」
ゼリービーンズ兄弟のゼリービーンズを手に入れるために変装した姿。5人をバイキン城まで連れ帰るが、勝手に城内ではしゃぎ回られたせいで変装がばれてしまった。
千両役者（せんりょうやくしゃ）
初登場回 - TV第883話「しろかぶくんとだいこんやくしゃ」
黒子に扮したドキンちゃんと共に変装した姿。「千両」だけに千両箱のかぶり物をかぶっている。諸事情ででんでん一座を脱退したしろかぶくんを「弟子入りさせてやる」を誘い文句におでんを作らせようとするが、だいこんやくしゃがしろかぶくんの祖父母に送った手紙の内容に不覚にも貰い泣きしてしまう。
遭難者（そうなんしゃ）
初登場回 - TV第868話B「ばいきんまんとチーズフォンデュさん」
チーズフォンデュさんのチーズフォンデュを食べるために変装した姿。雪山で遭難したふりをして彼女に家に入れてもらいチーズフォンデュをご馳走になる。お土産に材料も受け取ってそのまま帰ろうとするが、チーズフォンデュさんも付いて来てしまったため、仕方なく彼女もバイキンUFOに同乗させることに。途中、吹雪に煽られて奥地へ墜落したことで本当に遭難しかけてしまったが、駆け付けたアンパンマンによって無事救助された。
タヌキ
初登場回 - TV第3話B「アンパンマンとしょくぱんまん」
アンパンマンとカレーパンマンを捕まえるために変装した姿。お腹を空かせて泣いているふりをしてアンパンマンたちを誘き寄せ、アンパンマンが顔を与えようとした所へ釣鐘を落とし2人共閉じ込めてしまう。TV第95話A「アンパンマンとバイキンヘリコプター」でも登場したときはやはりお腹を空かせて泣いているふりをしてアンパンマンを誘き寄せるのは同じだが、このときはアンパンマンの顔をたくさん食べて彼をパワーダウンさせた。
中華大王（ちゅうかだいおう）
初登場回 -  TV第215話A「らーめんてんしと中華の国」
中華の国の料理を独り占めするために変装した姿。アンパンマンに自分はばいきんまんじゃないとごまかすも、アンパンマンから「お前は男の中の男のばいきんまんじゃなかったのか?」と言われたため自ら変装を脱いでしまい結局バレてしまった。
通りすがりの者（とおりすがりのもの）
初登場回 - TV第873話A「ナベぶぎょうとおことちゃん」
おことちゃんの家でナベぶぎょうが作った鍋料理を食べるために茶髪の男性に変装した姿。肉を取ろうとするも散々待たせたナベぶぎょうに一つ残らず取られてしまったため、怒って残りの中身を一気飲みした結果、大火傷したせいでカツラが取れて変装がバレてしまった。
ドクロマン
初登場回 - TV第41話A「アンパンマンとかいじんドクロマン」
ばいきん仙人の魔法の杖とメガホンを用いて、寝ている人々を起こそうとする。ばいきん仙人の杖を無断拝借したことで遥かにパワーアップしており、レーザーすら使用できるため、アンパンマン・カレーパンマン・しょくぱんまんの3人がかりでも苦戦していた。たまたま床屋に落っこちた時に、3人にシャンプーで洗われて小さくなってしまった。
どんぶり仙人（どんぶりせんにん）
初登場回 - TV第422話B「アンパンマンとどんぶり山」
どんぶりまんトリオの丼物を食べつくすために変装した姿。
どんぶり大王（どんぶりだいおう）
初登場回 - TV第897話B「かまめしどんとちゅうかどんまん」
釜飯と中華丼の味を比べてやると言ってかまめしどんとちゅうかどんまんを騙して、両方食べつくすために変装した姿。
どんぶりっ子（どんぶりっこ）
初登場回 - TV第556話「しょくぱん王子とてんどん姫」
しょくぱんまんたちの演劇に出演するために変装した姿。
どんぶり奉行（どんぶりぶぎょう）
初登場回 - TV第1232話A「うなどんまんと鉄火のコマキちゃん」
うなどんまんの鰻丼を食べるために変装した姿。頭に大きな丼鉢を乗せている。付き人に扮したドキンちゃんと共に鰻丼をご馳走になるが、4杯目でサンショウくんが山椒を振りかけた際にくしゃみをした拍子に、椅子から転げ落ちて変装がばれてしまった。なおドキンちゃんはその後も鰻丼を食べているが、それがばいきんまんが食べられなかった4杯目なのかは不明。
なべ将軍（なべしょうぐん）
初登場回 - TV第869話A「ばいきんまんとスキヤキの里」
しらたき姫のすき焼きを食べるために変装した姿。駕籠に乗ってスキヤキの里にやって来た。正体をばらすまいと即興で「鍋の舞」を披露するが、二刀流剣術の達人だと思われてしまいフーちゃんたちの剣術指導をする羽目になる。その後、ようやくすき焼きをご馳走になるが、付き人に変装していたドキンちゃんと肉の取り合いになったことで変装がばれてしまった。
ニンジン大嫌いマン（ニンジンだいきらいマン）
初登場回 - TV第187話B「アンパンマンとニンジンさん」
ニンジンを嫌うカバオくんたちの前に現れる。自称「ニンジンが嫌いな子の味方」で、ばいきんまん自身もニンジンが大嫌いなため変装した姿。「ニンジン退治大作戦」と称し、子供たちをニンジンさんのニンジン畑へ連れて行き、畑を荒らしてしまう。カバオくんたちにも荒らさせようとするが拒まれたため、怒って正体を明かした。
ぬか漬けくん（ぬかづけくん）
初登場回 - TV第1195話A「ダテマキマンとおしんこちゃん」
ダテマキマンの伊達巻を食べるためにドキンちゃんと共に変装した姿。おしんこちゃんの友達という設定。
バイえもん
初登場回 - TV第999話A「こむすびまんとおむすびまん」
野菜祭りが開かれるひなた村を襲うために「バイバイ一家」なる盗賊団の親分に扮した姿。かびるんるんたちと共にこむすびまんを追い詰めるが、偶然村を訪れていたおむすびまんによって形勢が逆転されてしまう。
バイ吉のすけ（バイきちのすけ）
初登場回 - TV第971話B「だいこんやくしゃとドキンちゃん」
自称千両役者の歌舞伎俳優に変装した姿。だいこんやくしゃ以外のでんでん一座を全員監禁した後、ドキンちゃん扮する「ドキ子太夫」と共に舞台に出ようとする。本気で芝居を演じるつもりはなかったため、『白雪姫』の王子様役で舞台に上がるつもりだったが本番中に舞台を抜け出してしまう。なお、かびるんるんたちは7人の小人役を演じた。
バイキンすし
初登場回 - TV第531話「いくら姫とおすしの国」
おすしの国の住人に変装したばいきんまん。
バイキンソン
初登場回 - OVA「あそぼうABC」
外国人の男性に変装した姿。『ひかるたま』という不思議なボールを1つ拾っていたが、アンパンマンたちが探していたため彼らに譲ってあげた。その後はアンパンマンたちと共に「アルファベータ」の祭りを楽しむ。初めは英語で食べ物を注文するのを嫌がっていたが、もっと欲しい時に“One more,please.”と言えばくれることを知り、味を占めて屋台の料理を食べ尽くしてしまった。
映画第29作「ブルブルの宝探し大冒険」では冒険家という設定で登場。宝を手に入れるため、ブルブルやアンパンマン達と同行していたが、月の鍵を手に入れた際に頭部の変装が取れて正体がバレてしまった。
バイキン・マンセル
初登場回 - TV第209話A「ジャムおじさんとありがとうの日」
「世界一のF1レーサー」に変装した姿。ジャムおじさんのことを「ミスター・ジャム」と呼び、彼とは友達だと嘘をつき、最初に「いい車だ」と評価をしてアンパンマン号を奪おうとした。フルフェイスヘルメットやレーシングスーツを着用しているため正体はほとんど分からないものの、珍しく一人称や声色を一切変えていない。
バイ子（バイこ）
初登場回 - TV第1208話A「カップケーキちゃんとひなの里」
ひなの里のひな祭りに潜入し料理を食べ尽くすために女の子に変装した姿。金髪でおかっぱ頭のカツラをかぶっている。ちらし寿司を独り占めしようとしたが、メロンパンナと取り合いになったことで変装がばれてしまった。
バイコ
初登場回 - 映画第6作目「リリカル☆マジカルまほうの学校」
魔法学校の転校生としてドキリーナ（ドキンちゃん）と共に転入した。魔女先生から魔法道具を盗んで、大魔法使いとなり、アンパンマンを追い詰めたが、リリカによって魔法を解かれ、アンパンマンに倒された。呪文は「バイカルマジカルレナナーレ」。
バイ子姫（バイこひめ）
初登場回 - TV第690話A「アンパンマンとドクダミ夫人」
お姫様に変装した姿。ドクダミ夫人を魔女だと勘違いしていたため、彼女に「アンパンマンが森から住民を追い出そうとしている」と嘘をつきアンパンマンをやっつけさせようとする。しかし、話の意図が理解できない彼女に何度も説得を試みているうちにカツラがずれて自ら変装をばらしてしまう。
バイゴロウ
初登場回 - TV第970話B「くらやみまんとチェロヒキーさん」
くらやみまんに閉じ込められ、チェロヒキーさんと共にチェロを演奏する際に変装した姿。2人で『手のひらを太陽に』を奏で、くらやみまんを刺激する。カレーパンマンからは名前を「ゲンゴロウ」と間違えられていた。
バイずしまん
初登場回 - TV第1026話A「ばいきんまんとますずしまん」
見た目はますずしまんにそっくり。ますずしまんに鱒寿司を作らせるが、本人には「弟子になりたい」と解釈され、過酷な笹の葉探しに付き合わされる羽目になる。その後、ますずしまんが作った鱒寿司を、開けると噛み付いて来る「カミカミますずし」とすり替え住民たちをパニックに陥れるが、本物の鱒寿司を奪おうとした際に自身もカミカミますずしに襲われたせいで、木にぶつかり変装がばれてしまった。
バイフラワー
初登場回 - TV第1015話A「アンパンマンとローズヒップちゃん」
フラワーランドのティーパーティーに乱入するために変装した姿。すいせんさんにそっくり。ジャムおじさんたちが作ったお菓子を食べようとするが、ローズヒップティーを淹れようとするローズヒップちゃんに焦らされ過ぎたため、痺れを切らし自ら正体を明かした。女装であるにも関わらず声色を一切変えなかった上にお菓子を食べようとする際に舌まで伸ばしていたが、これらによって正体がばれることはなかった。
花の蕾（はなのつぼみ）
初登場回 - TV第1276話A「あかちゃんまんとオカリナ姫」
オカリナ姫のオカリナを手に入れるために変装した姿。自在に動かすことができる雌蕊（めしべ）を使い、オカリナを借りていたあかちゃんまんから奪おうとするが失敗した。
早撃ちキッド（はやうちキッド）
初登場回 - TV第798話A「やきそばパンマンとドリアン王女」
やきそばパンマンと決闘するために変装した姿。やきそばパンマンから武器のヘラを奪うことに成功するが、「早撃ちドリアンキッド」に扮したドリアン王女の邪魔が入ってしまう。仕方なく王女と早撃ち勝負を繰り広げるが、ルールを全く理解しない彼女に痺れを切らし、自ら正体を明かした。
はるまき大王（はるまきだいおう）
初登場回 - TV第1264話A「クリームパンダとはるまきぼうや」
はるまきぼうやの春巻きを食べるために変装した姿。
ぶたまんくん
初登場回 - TV第1253話A「しょくぱんまんとぶたまんまん」
ぶたまんまんの豚まんを食べるために変装した姿。見た目はぶたまんまんにそっくり。
弁当博士（べんとうはかせ）
初登場回 - TV第270話A「しょくぱんまんとおべんとうまん」
おべんとうまんと小学校の人たちを騙すために変装した姿。彼の家に訪問して小学校の子供たちに配る予定のアンパンマンのキャラ弁を味見するもまずいと酷評して配る予定の弁当をすべて捨ててしまい、弁当の味を伝授して弁当作りロボを出してばいきんまんのキャラ弁を作りおべんとうまんを口をふさいでロープで縛って家に投げ捨ててばいきんまんのキャラ弁を小学校に配達して、子供たちやみみせんせいがふたを開けたら泣いてしまった。
ホタル
初登場回 - TV第996話B「あかちゃんまんとほたる姫」
ほたる池でほたる王子たちと遊んでいたあかちゃんまんを捕まえるためにホタルに変装した姿。
ホラーマンの兄（ホラーマンのあに）
初登場回 - TV第868話A「ホラーマンとキャンドルちゃん」
ドキンちゃんのためにろうそくを作っていたホラーマンの様子を見に来たばいきんまんが咄嗟に変装した姿。キャンドルちゃんに教わりながら一緒にろうそく作りを手伝う羽目に。ドキンちゃんにろうそくを持って来るよう頼まれていたため、ホラーマンが作ったろうそくを奪おうとするが、ドアにぶつかった拍子に正体がばれてしまった。
ミスター・マックリ
初登場回 - TV第948話B「ドキンちゃんとドレミ姫」
世界一の魔術師に変装した姿。Mr.マリックのパロディ。ドレミファ島の演奏会の最中に乱入し、ステージを抜け出してしまったドレミ姫（ドキンちゃんの変装）の代わりに魔術を披露すると言って、かびるんるんが種になっている手品を披露し、アンパンマンの顔をカビさせてしまう。
メン大王（メンだいおう）
初登場回 - TV第377話B「てんそばくんとうどんちゃん」
メンデレラ姫に扮したドキンちゃんと共に変装した姿。語尾に「メン」を付けて話す。てんそばくんとうどんちゃんを「めんるい城」へ連れて行き、そばとうどんを作らせる。最後はてんそばくんの頭の中身を食べてしまい自ら正体を明かした。
山男（やまおとこ）
初登場回 - TV第848話A「アンパンマンとすいとうくん」
すいとうくんを騙し、町中に水を撒いて迷惑をかけさせるために変装した。バタコさんやチーズもびしょ濡れにさせてしまうが、服の裾から尻尾が出ていたため、チーズに変装を見破られてしまった。
幼稚園児（ようちえんじ）
初登場回 - OVA「勇気りんりん! みんなの1にち」
しょくぱんまんが幼稚園へパンを届けると聞いて変装した姿。ピンクの坊ちゃん刈りのカツラをかぶっている。昼食に配られた食パンを食べようとするがドキンちゃんに横取りされてしまい、仕方なく余っていた一袋を取ろうとするもネコくんに取られてしまった。
ラフレシアちゃん
初登場回 - TV第587話B「アンパンマンとマーガレット姫」
マーガレット姫を騙すために変装した姿。マーガレット姫の花畑を荒らしその濡れ衣をアンパンマンに着せた。
老人（ろうじん）
初登場回 - TV第1051話B「たぬきおにとおむすびまん」
おむすびまんに変装し、バタコさんの人形を使ってたぬきおにを森の丸太小屋まで誘き寄せた後に変装した姿。土佐弁や博多弁で話す。

#### 偽者
既存のキャラクターに変装したもの。本人の評判を落としたり仲間割れさせたりする際に変装することが多いが、途中で本物と鉢合わせになってしまうこともあるため、ばれるリスクが高い。公式キャラクターブックにおいては「ニセ○○」または「バイキン○○」等と表記される。本項では便宜上、名称が不明の変装については、仮称として原則「ニセ○○」と表記する。
ニセあざみちゃん
初登場回 - TV第886話A「アンパンマンとあざみちゃん」
ニセあめふりアメちゃん
初登場回 - TV第849話A「メロンパンナとあめふりアメちゃん」
あめふりおにに変装したドキンちゃんと共にあめふりアメちゃんのあめふりマシンを乗っ取る。マシンで大雨を降らせ町中に洪水を起こし、駆け付けたアンパンマンのかぶっていたヘルメットをマシンの注ぎ口部分で叩き割ったところで正体を明かした。
ニセアンコラ
初登場回 - TV第1124話「かしわもちまんとコアンコラ」
かしわもちまんの柏餅を食べようと変装した姿。体の大きさが本物のアンコラと全く異なるため「小さくなった?」と疑われるも、かしわもちまんたちには怪しまれなかった。
ニセアンパンマン
初登場回 - TV第9話A「アンパンマンとそっくりぱん」
アンパンマンの評判を落としたり、食べ物を盗んだりするために変装する。人々に泥をかけたり、食べられないパンを配ったり等の迷惑をかけ通し、本物のアンパンマンを牢に閉じ込めてしまう。しかし、本物が牢に閉じ込められているのを知らずに人々にパンを配ったためアンパンマンへの疑いが解けて、本物と対峙する中で、アンパンマンが顔を取り外したのに対抗してかぶり物をとったことで正体がバレてしまった。
TV第66話B「アンパンマンとトンカチどり」ではトンカチどりを騙して作った偽の遊園地「アンパンマンランド」に子供たちを連れて行くため変装した。
TV第1272話B「しょくぱんまんとソフトクリームマン」では、ドキンちゃんの命令でソフトクリームマンとしょくぱんまんを仲直りさせるために変装する。バタコさんに変装したドキンちゃんと共に言葉巧みに2人を和解させ、ソフトクリームマンのソフトクリームをご馳走になった。悪戯以外の目的で行った変装としては数少ないケースであり、本物のアンパンマンおよびバタコさんと遭遇したり途中で正体がばれたりすることもなかった。
初登場時は外見では本物と全く区別がつかなかったが、2回目の登場であるTV第66話B「アンパンマンとトンカチどり」から目に白目が付き、さらに2000年代以降に登場するニセアンパンマンは、ばいきんまんの顔の下半分が露わになっているため、容易に判別できる。また、TV第136話A「かいじゅうアンコラとカレーナ」ではマスクを着用せず、二本の角を後ろにセロテープで固定して顔をアンパンマンの色でメイクしてアンパンマンの服を着ただけの簡易的な変装をした。
ニセアンパンマン（風船）
初登場回 - TV第1211話A「アンパンマンとバルーンアートさん」
バルーンアートさんに作らせた等身大のアンパンマン型風船を着て変装した姿。子供たちにいたずらしたり、ジャムおじさんたちが配達しようとしていたパンを強奪したりする。しかし、強風に煽られて飛ばされたせいで本物のアンパンマンと鉢合わせになり正体がばれてしまった。
ニセウーロンさん
初登場回 - TV第820話B「ウーロンさんとビビンバくん」
「ウーロン姫」に変装したドキンちゃんと共にビビンバくんの前に現れる。ビビンバを作らせるが、おかわりを要求した際に口髭を外してしまったため呆気無くばれてしまった。
ニセうめこちゃん
初登場回 - TV第1218話A「あかちゃんまんとうめぼしばあや」
うめこちゃんを監禁した後に変装した姿。うめぼしばあやの家の前に停めてあったアンパンマン号を破壊しようと企むが、うめこちゃんと遊んでいたあかちゃんまんにせがまれたせいで失敗に終わる。
ニセオカリナ姫（ニセオカリナひめ）
初登場回 - TV第1276話A「あかちゃんまんとオカリナ姫」
あかちゃんまんからオカリナ姫のオカリナを横取りするために変装した姿。
ニセおむすびまん
初登場回 - TV第419話A「おむすびまんとかつぶしまん」
おしるこちゃんの店の汁粉を食い荒らし、かつぶしまんに本物のおむすびまんを成敗させようとした。TV第1051話B「たぬきおにとおむすびまん」では、バタコさんの人形を使って彼女を誘拐する芝居を行い、たぬきおにを森の丸太小屋まで誘き寄せる。
ニセオルゴールマン
初登場回 - TV第333話A「アンパンマンとオルゴールマン」
オルゴールマンに似せた箱を着て変装した。流れるオルゴールはとても不快な音楽で、聞いた人は目が回ったりしたり頭がくらくらしたりする。町の子供たちの前に現れ、オルゴールを流して気絶させたうえステージを壊し、公園で遊んでいる子供と母親まで不快にさせるが、その後に事情を聴いたリーナちゃんから怪しまれる。パン工場に来てパンを全部食べ、オルゴールを流してみんなを気絶させその時「ハ〜ヒフ〜ヘホ〜！」と言ったことから正体がばれ、今までのオルゴールマンによる仕業がすべてばいきんまんの仕業だったことが判明した。バイキン城に戻ってからも変装してドキンちゃんを激怒させてしまった。
ニセかぜこぞう
初登場回 - TV第1244話A「どんぶりまんトリオとかぜこぞう」
どんぶりまんトリオの丼物を食べるために変装した姿。てんどんまんに「もう風のいたずらはやめるように」と忠告され、うちわと紙吹雪を使った正しいが原始的な風の使い方を披露する。
ニセカラコちゃん
初登場回 - TV第1251話A「カレーパンマンとカラコちゃん」
カレーパンマンがカラコちゃんのためにカレーライスを作っていると聞いて変装した姿。しかし、用意されていたのはカラコちゃんの味覚に合わせた激辛のカレーだったため、苦しむ羽目になった。
ニセコック長（ニセコックちょう）
初登場回 - TV第689話A「クリームパンダとカステラぼうや」
カステラ城のコック長に変装した姿。本物のコック長の頭身が高いため、シークレットシューズを履いている。カステラぼうやにカステラを作らせるが、塩を入れすぎたまずいカステラを食べさせられたため怒って正体を明かした。
ニセキックぼうや
初登場回 - TV第264話B「アンパンマンとサッカーぼうや」
バイキンボール2号を操って街をめちゃくちゃにした。ボール型を維持するために、ばいきんまんは前傾姿勢をとり続けるという少々無理のある変装となった。
ニセきりたんぽさん
初登場回 - TV第1015話B「ダテマキマンときりたんぽさん」
きりたんぽ鍋を食べるためのかまくらを作っていたダテマキマンの前に現れ、もっと大きなかまくらを大量に作らせる。更に、山頂まで雪かきに行かせ、その隙にきりたんぽ鍋を食べようとする。
ニセクラッカーくん
初登場回 - TV第849話B「ばいきんまんとクラッカーくん」
巨大クラッカーを鳴らしてアンパンマンをやっつけようと企む。最初は誤って自分に向けて鳴らしたせいで丸焦げになってしまうが、その後もう一度狙いを定めてアンパンマン目掛けて鳴らしたため、顔を汚すことに成功する。そのままとどめを刺そうとするも、駆け付けた本物のクラッカーくんによって阻止されたため、自ら正体を明かした。
ニセけむりいぬ
初登場回 - TV第724話B「クリームパンダとけむりいぬ」
ドキンちゃんにけむりいぬを連れて来るよう頼まれたものの失敗に終わったため、バイキン城で咄嗟に変装した姿。ただし、マスクをかぶっただけだったのですぐにばれてしまい、ドキンちゃんに怒鳴られてしまった。
ニセコチョウランさん
初登場回 - TV第896話A「ばいきんまんとコチョウランさん」
上品な立ち居振る舞いを見せる本物のコチョウランさんとは異なり、一気食いをしたり更に食べ物を要求したりしたため、ジャムおじさんたちに不審がられる。最後は本物のコチョウランさんとどちらが本物か笑い声で勝負するが、無理をし過ぎたため噎せ返ってしまい、その弾みでカツラが取れてばれてしまった。
ニセコネギくん
初登場回 - TV第1320話A「しょくぱんまんとコネギくん」
しょくぱんまんのお手伝いをしていたコネギくんを拉致し、お手伝いをするふりをしてサンドウィッチを食べようと思って変装したばいきんまん。胸には"B"のマークが入っている（本物は"n"マーク）。しょくぱんまん号の陰にかくれてサンドウィッチをつまみ食いしているところをアンパンマン達に見つかってしまうが、カバオくんに「尊敬しているヒーローは?」と聞かれて当然ながら「ナガネギマン」と答えた本物に対し「ばいきんまん」と答えたので更に怪しまれる。最後に頭からネギを出しあっていたときに被り物が取れて正体がばれてしまった。
ニセこむすびまん
初登場回 - TV第958話B「こむすびまんと妖精リーフ」
焼き芋をするために、妖精リーフに「手伝いをしたい」と嘘をつき、大量の落ち葉を一箇所に集めさせる。彼女が集めている隙にバイキンUFOに乗り込み、落ち葉を全て奪ってしまう。一人称を「オレさま」と言い切っていたが相手に怪しまれることはなかった。
ニセサラダ姫（ニセサラダひめ）
初登場回 - TV第1245話A「ニガウリマンとサラダ姫」
ニガウリマンへの復讐のためにドキンちゃん扮するドキサラダと共に変装した姿。唐辛子入りの激辛サラダを食べさせようとするが…。
ニセしめじまん
初登場回 - TV第1005話B「シチューおばさんとしめじまん」
シチューおばさんのために薪を集めに行った本物のしめじまんを監禁した後に変装した姿。シチューおばさんのシチューをご馳走になる。
ニセジャスミンさん
初登場回 - TV第754話A「カップラーメンマンとジャスミンさん」
ニセジャムおじさん
初登場回 - TV第94話「アンパンマンと夏まつり」
ドキンちゃんが変装したニセバタコさんと一緒に登場することが多い。当初はマスクをつけず、顔は露わでコック帽と髭を付けただけの簡易的だが、TV第167話B「まめおじさんとアンコダマン」からはマスクをつけ、付け鼻はセロテープで貼ってあり、以降それが定着した。もぐりんをアンパンマン号に偽装したこともある。極め付きはTV第1209話B「コキンちゃんとクロワッサン星」。クロワッサン星のクロワッサンを作って食べるために変装するが、コキンちゃんに妨害されたり彼女とドキンちゃんの喧嘩に巻き込まれたりするうちに、本物のジャムおじさんたちがクロワッサン星に到着したため食べられず終いに終わってしまった。
ニセジョーカー
初登場回 - TV第801話A「ばいきんまんとトランプの国」
リトルジョーカーの2人にどちらが先に自分の魔法の杖を奪えるか競争させる。そして、リトルジョーカーたちを探していた本物のジョーカーから魔法の杖を奪ってしまう。ドキンUFOからワイヤーで吊るされることで空を飛んでいるかのように見せかけていたが、自身で進行方向等を制御することができず、木に激突するなど散々な目に遭ってしまった。TV第1234話A「ドキンちゃんとトランプの国」でもこの変装が登場するが、こちらはジョーカーから奪った魔法の杖で自らを変身させた姿であり、正確には「変装」ではない。
ニセじょんがらくん
初登場回 - TV第790話A「ニガウリマンとじょんがらくん」
TV第1021話A「こむすびまんとじょんがらくん」では、お姫様（ドキンちゃんの変装）を三味線の演奏で無理矢理踊らせて困らせる芝居をする（おバチちゃんがいないことをこむすびまんに指摘されたが『お使いに行った』とごまかした）。その後、こむすびまんに本物のじょんがらくんを成敗させようとしたが、高みの見物をしていた際に落ちて来た毛虫に驚いたせいで転落し、変装がばれてしまった。
ニセストーンマン
初登場回 - TV第1222話A「やきそばパンマンとストーンマン」
本物のストーンマンを洞窟に監禁した後、いわおとこの前でやきそばパンマンに変装したドキンちゃんに攫われる芝居を行い、彼に本物のやきそばパンマンを襲わせる。
ニセセニョール・タコス
初登場回 - TV第1037話A「カレーパンマンとセニョール・タコス」
カレーパンマンのカレーを食べ尽くすために変装したが、そこへ本物のセニョール・タコスが現れ、一緒にダンスを踊らされた拍子に衣装が吹き飛び変装がばれてしまった。
ニセだいこんやくしゃ
初登場回 - TV第364話「でんでん一座とだいこん役者」
TV第971話B「だいこんやくしゃとドキンちゃん」では、しろかぶくんを騙し、だいこんやくしゃを除くでんでん一座全員をおでんの鍋に閉じ込めてしまう。
ニセタオルくん
初登場回 - TV第895話A「あかちゃんまんとタオルくん」
アンパンマン号の掃除を手伝うふりをしてアンパンマンの顔を水で濡らそうとするが、あかちゃんまんに邪魔をされたり怒鳴ったせいで泣き出されたりして失敗に終わる。最後はあかちゃんまんに頭のタオルを取られてしまい変装がばれる。TV第1231話A「ナンドバットとタオルくん」では、ナンドバットの聖なるオルゴールを奪うために変装するが、空飛ぶじゅうたんに邪魔をされてしまい失敗に終わる。
ニセダテマキマン
初登場回 - TV第1015話B「ダテマキマンときりたんぽさん」
きりたんぽさんのきりたんぽ鍋を食べるために変装したが、同じくダテマキマンに変装して先に鍋をご馳走になろうとしていたドキンちゃん、雪かきをしていた本物のダテマキマンの2人と鉢合わせになってしまう。TV第1029話B「ダテマキマンとおことちゃん」では、女の子を装った裏声で本物を誘き寄せ檻に閉じ込めた後、琴の演奏を楽しんでいたおことちゃんたちの前でわざと太鼓を叩いたり変な踊りを見せたりしてダテマキマンを嫌わせようとするが、却って喜ばれてしまう。その後、アンパンマンに救出された本物のダテマキマンと鉢合わせになったため、彼を竹林まで誘導してから正体を明かした。
ニセちびおおかみ
初登場回 - TV第1021話B「カレーパンマンとちびおおかみ」
ドキンちゃん扮するドキドキおおかみと共にカレーパンマンのカレーを食べようとしたが、皿が1枚しかなかったため葉っぱを器代わりにして食べる羽目に。最後の一皿をドキンちゃんと取り合いしていた最中に本物のちびおおかみが現れたため、偽物の満月を見せてオオカミおばけに変身させ正体をばらした。
ニセちびぞうくん
初登場回 - TV第474話A「ばいきんまんとでかこ母さん」
不眠症に悩んでいたため、でかこ母さんに子守唄を歌ってもらおうとする。TV第1033話B「ちびぞうくんと空とぶベッドくん」では、クリームパンダとちびぞうくんを夜空の散歩へ連れて行く予定だった空飛ぶベッドくんをニセパン工場へ閉じ込めるために変装する。
ニセちゃわんむしまろ
初登場回 - TV第783話B「ちゃわんむしまろとおことちゃん」
TV第985話B「ちゃわんむしまろとかしわもちまん」では、パン工場へ急いでいたかしわもちまんたちを呼び止め柏餅をご馳走になるが、本物のちゃわんむしまろと異なり下品な早食いをしたため、3人に怪しまれてしまう。何とかごまかそうと舞を披露するが、曲目が「いくぞ!ばいきんまん」だった上にノリに乗って頭の蓋を外し角を露わにしたせいで、呆気無く正体をばらしてしまった。
ニセチンゲンサイ
初登場回 - TV第996話A「クリームパンダとチンゲンサイ」
チンゲンサイが育てた野菜を盗むために、メロンパンナとコカブに畑の野菜を残らず収穫させようとする。しかし、チンゲンサイの隙を突く修行をしていたクリームパンダに一本を取られたせいで変装のマスクが取れてしまった。
ニセつららちゃん
初登場回 - TV第824話B「クリームパンダとつららちゃん」
本物のつららちゃんと異なり、帽子の氷柱が折れ曲がっている。彼女と遊ぶ約束をしていたクリームパンダとアンパンマンを氷柱が沢山できた洞窟に連れ込み、本物のつららちゃんとは全く異なる乱暴な氷柱の演奏を聴かせたり、巨大な氷柱を落としてアンパンマンたちを危険な目に遭わせたりする（自身も巻き添えを食らった）。
ニセ鉄火のマキちゃん（ニセてっかのマキちゃん）
初登場回 - TV第1161話B「鉄火のマキちゃんとコマキちゃん」
TV第1203話A「鉄火のコマキちゃんとノリノリのりへい」では、鉄火のコマキちゃんとノリノリのりへいを屋台を模した檻の中に閉じ込めてしまう。身長が本物のマキちゃんと明らかに違うが、妹分であるコマキちゃんにすら怪しまれることはなかった。
ニセてんどん母さん（ニセてんどんかあさん）
初登場回 - TV第189話A「てんどんまんとてんどん母さん」
ばいきんまんがてんどんまんの背中に背負っている風呂敷の中身のパンを奪うために変装した。本物のてんどん母さんを家ごと谷に連れて行き、家は張りぼてにして家を引っ越したと嘘を付き、アンパンマンとてんどんまんの前に現れる。顔は明らかにてんどん母さんと全く異なり、二本の角が露になっている上に声は完全にばいきんまんの声と無理が有り過ぎる変装。てんどんまんには声を不審がられたが「自分が心配ばかり掛けたから声が変わった」と思い込んだために気付かれることはなかった。しかし、アンパンマンには珍しく不審がられており尻尾が露になっていたことであっさり変装がばれ、アンパンマンにそこを指摘された後は、張りぼての家をアンパンマンとてんどんまんに向けて倒して、UFOで逃走した。
ニセドキンちゃん
初登場回 - TV第574話A「ドキンちゃんとまほうのランプ」

ニセナガネギマン
初登場回 - TV第1054話B「らーめんてんしとナガネギマン」
らーめんてんしのネギラーメンを食べるために変装した姿。姿を現す機会を作るために、らーめんてんしがナガネギマンの助けを呼ぶよう相次いで彼に攻撃を仕掛ける自作自演行為を働く。しかし、ナガネギマンのためを思ったらーめんてんしが頑なに助けを呼ぶのを拒み続けた結果、作戦は失敗に終わった。TV第1207話A「ナガネギマンとコネギくん」では、コネギくんの前に現れて過酷な修行をさせようとするが、ナガネギマンを強く尊敬する彼の眼差しに半ば押される形で先に手本を見せる羽目になる。コネギくんに「（いつもと違って）かっこ悪い」と言われた上に、最後は大岩を受け止めようとして失敗し変装がばれてしまった。
ニセなでしこさん
初登場回 - TV第1030話B「どんぶりまんトリオとなでしこさん」
ドキンちゃん扮するなでドキ子と共に「なでしこ姉妹」を名乗り、どんぶりまんトリオに丼物を作らせる。かまめしどんに「萎れた花を元気にして欲しい」と頼まれ仕方なく花の舞を踊るが、当然元気にならなかったため怪しまれてしまう。その場をごまかそうと泣いている小鳥たちを元気にしようとするが、無理矢理泣き止ませようと怒鳴ったせいで親鳥に襲われてしまい、木から落ちた拍子に変装がばれてしまった。
ニセなまいきナマコ
初登場回 - TV第1226話B「ビクビクちゃんとなまいきナマコ」
本物のなまいきナマコを監禁した後に変装した姿。浜辺でバーベキューを楽しんでいたジャムおじさんたちにトウモロコシをねだる。その後、アンパンマンに救出された本物のナマコに「早口言葉を言ってみせて」と要求されるが途中で噛んでしまい、変装していたドキンちゃんにハリセンでツッコまれたせいで正体がばれてしまった。
ニセナンカ・ヘンダー
初登場回 - TV第324話A「ばいきんまんとナンカヘンダー」
子供たちに絵の滅茶苦茶な描き方を教えたり、「アンパンマンの絵を猛烈に描きたくなった」と言ってアンパンマンの顔を四角形にしたりする。
ニセニガウリマン
初登場回 - TV第1238話B「ニガウリマンと妖精バック」
町中をニガウリジュースで汚し、本物のニガウリマンに濡れ衣を着せるが、アンパンマンの証言が決定打となり失敗に終わる。これも、身長が本物と明らかに違う。
ニセにんにくこぞう
初登場回 - TV第1036話A「にんにくこぞうとらーめんてんし」
にんにくこぞうを探していたらーめんてんしの前に現れ、彼のラーメンを食べ尽くす。その後、本物のにんにくこぞうと鉢合わせになり、彼に対抗して木を駆け上がろうとするが、落下して変装がばれてしまった。
ニセバイオリンくん
初登場回 - TV第1241話B「しょくぱんまんとバイオリンくん」
本物のバイオリンくんを捕まえた後に変装した姿。バイオリンの練習をしていたしょくぱんまんを「特訓」と称して苦しめようとするが、バイオリンくんを救出したアンパンマンによって阻止されてしまう。
ニセバケルくん
初登場回 - TV第1172話B「ホラーマンとバケルくん」
子供たちのおやつを盗み、本物とホラーマンにアリバイ工作を疑わせる（といっても標的の顔を模したお面を付けているだけ）。
ニセはにわくん
初登場回 - TV第1268話A「はにわくんとフラワー姫」
フラワーランドへ向かうはにわくんとはにわんの行く手を阻んでからフラワー姫達の前で変装した姿。埴輪に変装したかびるんるん達と共にフラワーランドの花畑を踏み荒らしてしまう。
ニセはにわん
初登場回 - TV第1344話A「どんぶりまんトリオとはにわくん」

ニセバルーンアートさん
初登場回 - TV第1256話B「ばいきんまんとバルーンアートさん」
町の住人たちに風船を括り付けて飛ばし、その隙に食べ物を盗んでしまう。
ニセハンバーガーキッド
初登場回 - TV第1215話A「ハンバーガーキッドとすなおとこ」
砂漠を水浸しにし、すなおとこを怒らせ西部の町を襲わせる。
ニセピーター
初登場回 - TV第817話B「ニガウリマンとピーター」
本物のピーターからバイオリンを奪った後に変装した姿。ギターのトレーニングをしていたニガウリマンに体力作りを口実に過酷な重量挙げをさせ、彼を疲弊しきらせてから自ら正体を明かした。体の大きさが本物と明らかに違うため、一度ニガウリマンに怪しまれていた。
ニセフーセンガムキッド
初登場回 - TV第606話A「やきそばパンマンとフーセンガムキッド」
ニセブックせんせい
初登場回 - TV第1265話A「カレーパンマンとブックせんせい」
カレーパンマンのカレーを食べるために変装した姿。
ニセふでじいさん
初登場回 - TV第346話A「ばいきんまんとふでじいさん」
スランプ気味なふでじいさんのためにジャムおじさんたちが句会を開くことを知り、変装した姿。顔の下半分が露わになっており、声も通常のまま。本物のふでじいさんを誘拐して木に逆さ吊りにした後句会に参加し、「筆の使い方を教える」と偽りアンパンマンの顔に墨で落書きをして力を奪ったところで自ら正体を明かした。なお、ばいきんまんのこの悪戯がきっかけで句会に参加したカバオくん達が面白がり、墨で悪戯し合う騒動に発展した。
ニセほたる姫（ニセほたるひめ）
初登場回 - TV第344話A「ロールパンナとほたるひめ」
アンパンマンとメロンパンナの前に現れ、懐中電灯で偽装した強い光で2人をひるませた後、ほたる池の住人に変装していたかびるんるんたちを使ってアンパンマンの顔をカビさせてしまう。体の大きさが本人と全く異なるが、変装を疑われることはなかった。
ニセホラーマン
初登場回 - TV第805話B「ホラーマンと魔法のランプ」

ニセマイちゃん
初登場回 - OVA「勇気りんりん! いろ・かず・かたち」
かんたんシスターズのマイちゃんに変装した姿。本人は完璧に変装したつもりだったようだが、青色ではなく緑色のヘルメットをかぶっていた上にスラックスの丈も短かったせいで、ジャムおじさんたちに怪しまれてしまう。即時に着替え直したため一時は難を逃れるも、その後やって来た本物のかんたんシスターズとかんたんブラザーズに、ドライバーではなくほうきを持っている点を指摘され一発でばれてしまった。
ニセマスタード男爵（ニセマスタードだんしゃく）
初登場回 - TV第1045話A「ばいきんまんとスパイス王子」
スパイス王子から奪ったスパイスを使って町の住人を苦しめたり、本物のマスタード男爵から奪った剣を使って辛子ジュースで落書きをしたりした。駆け付けたアンパンマンをスパイス袋で身動きを取れなくした所で正体を明かした。
ニセみずたま姫（ニセみずたまひめ）
初登場回 - TV第1044話A「クリームパンダとアクアちゃん」
水たまりの国に招待すると言って、アンパンマンやジャムおじさんたちを無理矢理水たまりの国の入り口に飛び込ませ監禁する。身長をごまかすために異常にヒールの高い靴を履いていたが怪しまれることはなかった。
ニセもちおばさん
初登場回 - TV第780話A「クリームパンダともちつきまん」
もちつきまんの2人に餅を作らせるが、彼らの餅のつき方に駄目出しをし過ぎたせいで手本を見せるように言われてしまう。慣れない杵の扱いに手こずり、勢い良く振り下ろした弾みでお腹を空かせた子供に変装していたドキンちゃんたちもろとも変装がばれてしまった。
ニセもっきんまん
初登場回 - TV第959話B「あかちゃんまんともっきんまん」
アンパンマンをやっつけるために変装したが、遊びに来ていたあかちゃんまんの子守りをする羽目になる。最後はパンの配達から戻って来たアンパンマンを罠にはめようとするが、偽物の木琴に仕込んでおいたかびるんるんが寝ぼけてばいきんまんに飛びかかったせいで変装がばれてしまった。
ニセユキダルマン
初登場回 - TV第1246話A「カレーパンマンとゆきんこゆきちゃん」
カレーパンマンのカレーを食べるためにドキンちゃんと共に変装した姿。
ニセゆきんこゆきちゃん
初登場回 - TV第1064話A「どんぶりまんトリオとゆきんこゆきちゃん」
ゆきんこゆきちゃんに一目惚れしていたどんぶりまんトリオを騙し、大量の丼物を食べ尽くすが、積み上げた空の容器が崩れ落ちた拍子に変装がばれてしまった。
ニセゆず姫（ニセゆずひめ）
初登場回 - TV第1242話A「ゆず姫とダテマキマン」
ドキンちゃんにゆず姫を連れて来るよう頼まれていたが失敗に終わったばいきんまんがバイキン城で変装した姿。しかし、ドキンちゃんには一瞬でばれてしまい鉄拳制裁を食らった。
ニセ妖精バック（ニセようせいバック）
初登場回 - TV第707話A「カレーパンマンと妖精バック」
本物の妖精バックと同様、思っていることと反対の言葉を話さなければならない筈だが、毎回普通の言葉で話してしまうため、バックの性質を既に理解している者を引っ掛けることが出来ず損をしたり混乱させたりすることが多い（「お腹すいた」と言ったせいで相手に「お腹いっぱい」と解釈され、料理を食べさせて貰えない等）。
ニセらーめんてんし
初登場回 - TV第737話A「かつぶしまんとらーめんてんし」
かつぶしまんの蕎麦を満腹になるまで食べた後、彼の屋台を奪って逃げ去ってしまう。
ニセらくがきこぞう
初登場回 - TV第1223話B「らくがきこぞうとみみせんせい」
本物のらくがきこぞうを監禁しらくがき筆を奪った後に変装した姿。町中に落書きをして住人を困らせる。
ニセらんぼうや
初登場回 - TV第816話B「ハンバーガーキッドとらんぼうや」
本物のらんぼうやを森の奥へ追いやった後、一緒にいたハンバーガーキッドの前に現れ、投げ縄を奪ってしまう。
ニセレアチーズ
初登場回 - TV第1247話A「めいけんチーズとマダム・ナン」
レアチーズとデートの待ち合わせをしていためいけんチーズに嫌がらせをする。しかし、偶然すれ違ったマダム・ナンから逃れようとチーズバケット号を乗っ取るが失敗し、マダム・ナンからは「自分たちを助けてくれた」と勘違いされてしまう。その後、チーズに対し喧嘩を売るが、マダム・ナンが「さっき私たちを助けてくれた貴方は、ばいきんまんのように素敵だった」と例によってばいきんまんを褒め始めたため、激しく拒絶したせいで変装が破けてしまった。
ニセロールパンナ
初登場回 - TV第519話B「メロンパンナと鉄火のマキちゃん」
ロールパンナに会いたかったメロンパンナを騙すために変装した。ただし覆面（ただし額のマークが青い字で「B」になっていた）や彼女と同じ色のマントを着用しただけの変装だった。
バイキンあかちゃんまん
初登場回 - TV第676話A「あかちゃんまんとバイキンあかちゃんまん」
あかちゃんまんと同じ衣装にメガネをかけた姿。あかちゃんまんの登場する回に頻繁に見られる。他の変装と同じく、序盤には騙せるものの、赤ちゃんが食べられない物を食べたり、体重が重すぎたりとバレやすい変装の一つ。TV第822話B「プリンちゃんとあかちゃんまん」では、おにいちゃんあかちゃんまんとして、プリンちゃんとエクレアさんから気に入られていた。
また、初登場回では成り行きから危険な人助けをするハメに陥っても正体をバラして逃げたりすることなく（文句は言いつつも）、あくまであかちゃんまん役に徹して取り組むなど、高いプロ意識を見せつけた。
バイキンおくらちゃん
初登場回 - TV第992話B「ダテマキマンとおくらちゃん」
ダテマキマンに伊達巻を大量に作らせご馳走になるが、おくらちゃんの妹に変装していたドキンちゃんと取り合いになったせいで変装がばれてしまった。TV第1212話B「かつぶしまんとおくらちゃん」では、かつぶしまんがおくらちゃんの涙に弱いことを知り、彼の蕎麦を食べるために変装したが、同じく変装していたドキンちゃんに自分の分まで食べられてしまう。
バイキンおことちゃん
初登場回 - TV第550話A「ホラーマンとおことちゃん」
おことちゃんに変装した姿。
バイキンおしるこちゃん
初登場回 - TV第560話A「おしるこちゃんとどんぶりまんトリオ」
どんぶりまんトリオがパン工場へ届ける汁粉を狙おうとした際に変装した姿。マスクを着用している。TV第1023話B「かまめしどんとハーモニカくん」では、かまめしどんの釜飯を食べるつもりだったが、彼がおしるこちゃんのためにハーモニカの練習をしていたため、興味のないハーモニカの演奏を何度も聞かされてしまい、怒って正体を明かし彼を襲った。
バイキンおしんこちゃん
初登場回 - TV第626話A「ナットーマンとおしんこちゃん」
おしんこちゃんの家から彼女を迎えに来たナットーマンから納豆を奪おうとおしんこちゃんに変装した。声は完全にばいきんまんの声の裏声で、顔の下半分が露になっている。このことからさすがに無理があったのか、ナットーマンから不審がられた。しかし、正体がばれることは無く、彼を川に誘い出してナットーマンから納豆を貰った後は、用済みとして川に落として、自ら正体を明かした。
バイキンかつぶしまん
初登場回 - TV第347話A「かつぶしまんと鉄火のマキちゃん」
かつぶしまんにいたずらの濡れ衣を着せるために変装した姿。オガクズを削り節の代わりに手掛かりとして利用し、子供たちの苦情を聞き付けた鉄火のマキちゃんと本物のかつぶしまんを同士討ちさせる。その後、アンパンマンとメロンパンナの救出がてら疑いを晴らすべく現れたかつぶしまんやマキちゃんと激戦を繰り広げた。TV第816話A「かつぶしまんとしらたき姫」では、かつぶしまんの弟子に扮したドキンちゃんと共に変装し、しらたき姫のすき焼きをご馳走になろうとする。しかし、かつぶし剣の剣さばきを見たいと言われてしまい、その出来の悪さに怪しまれそうになる。その後、しらたき姫に手合わせを願われ、自棄糞で突っ込むがかわされたことで変装がばれてしまった。
バイキンかみしばいさん
初登場回 - TV第419話B「アンパンマンとかみしばいさん」
本物のかみしばいさんに作らせた、自身を主役にした紙芝居を子供たちに見せたが全くうけなかったため、怒って正体を明かし、子供たちを檻に閉じ込め無理矢理二作目を見せようとした。
バイキンカレーパンマン
初登場回 - TV第44話B「アンパンマンとカレーまつり」
カレーパンマンに変装した姿。本物のカレーパンマンの評判を落としたり、食べ物を盗み食いするために変装することが多い。TV第44話B「アンパンマンとカレーまつり」では、子供たちに激辛カレーを食べさせ、子供たちを一時的にカレー嫌いにさせてしまった。TV第993話A「カレーパンマンとカレンの森」では、カレンの森で取れた蜂蜜を独り占めするために変装した（カレンに甘いものは苦手な筈だと指摘されたが、むしろ辛いものが苦手だと嘘でごまかしていた）。蜂蜜を奪ったついでに花畑を激甘カレーで滅茶苦茶にし、本物のカレーパンマンに濡れ衣を着せる。
バイキンカレン
初登場回 - TV第933話A「ばいきんまんとカレンの森」
ジャムおじさんらの作る蜂蜜パンを食べるために変装した姿（共にカレンの森に来ていたかびるんるんたちは蝶に変装）。「パンを焼いている間に歌を聴かせて欲しい」と頼まれてしまい仕方なく歌うものの、酷い歌声で一面の花を枯らしてしまったためチーズに怪しまれる。その後、蜂蜜パンにありつこうとするが、不在のハニーのことを「あんな奴はどうでもいい」と言ったせいで更にチーズに不審がられ、パンの取り合いになった末に変装がばれてしまった。
バイキンクリームパンダ
初登場回 - TV第505話B「クリームパンダとプリンちゃん」
クリームパンダに変装した姿。TV第1031話A「クリームパンダとロールケーキちゃん」では、ロールケーキちゃんにロールケーキを作らせるために変装したが、彼女は元々パン工場で作る予定だったため一緒に作ることになった。同じく変装したドキンちゃんと3人で協力してロールケーキを完成させるが、本物のクリームパンダがやって来たためにロールケーキを食べ損ねてしまい、自ら正体を明かしロールケーキちゃんを襲う。
バイキンコアンコラ
初登場回 - TV第400話B「ドーナツマンとコアンコラ」
親のアンコラを大暴れさせたり、食べ物を盗み食いするために変装することが多い。TV第858話B「ばいきんまんとコアンコラ」では、レバーを引くと飛ぶギミックが仕掛けられている。これで、アンコラにアンパンマンにいじめられているように見せかけて、アンパンマンに濡れ衣を着せた。
バイキンしょくぱんまん
初登場回 - TV第269話B「しょくぱんまんとにせしょくぱんまん」
しょくぱんまんの評判を落とすために変装した姿。しょくぱんまん号の荷台に本物を閉じ込め、悪事を働いた。町の住民からは「少し太った」「背が縮んだ」等と言われている。TV第401話B「カレーパンマンとしょくぱんまん」ではドキンちゃんを騙したこともある。
バイキンしらたき姫（バイキンしらたきひめ）
初登場回 - TV第566話A「どんぶりまんトリオとしらたき姫」
TV第1062話A「バイキンしらたき姫とスキヤキの里」では、本物のしらたき姫と春菊さんをすきやき城の蔵に誘き寄せて監禁した後、焼きどうふくんたちにすき焼きを作らせる際に変装した。しかし、彼らと「しらたき二刀流」の稽古をすることになり、逃げ惑っているうちに池に転落したせいで正体がばれてしまった。
バイキンすすきちゃん
初登場回 - TV第767話B「しょくぱんまんとすすきちゃん」
バイキンチーズ
初登場回 - TV第598話B「プリンちゃんとめいけんチーズ」
バイキンナットーマン
初登場回 - TV第278話B「ナットーマンとトロロくん」
ばいきんまんの顔半分と手足が露に成っていて、声も通常のままである。ネバネバな物を皆が悪く言っているとトロロくんに嘘を付き、2人で町を荒らしてしまう。納豆の粘着糸を撃ち出す銃を装備するが、トロロくんがそれを不思議そうに思っていた時に「またにはスタイルを変えようかな〜っと…」とごまかした。TV第571話B「ナットーマンとノリノリのりへい」では、ノリノリのりへいの頭の中の海苔を納豆で駄目にして、怒ったのりへいに本物のナットーマンを成敗させようとした。TV第626話B「ナットーマンとおしんこちゃん」では、おしんこちゃんのおしんこを全部奪うために彼に変装した。「皆がどうしても、かぼちゃのおしんこが食べたい」と嘘を吐き、おしんこちゃんが野菜村にかぼちゃを取りに行った時を狙って、おしんこを1つ奪ってUFOに乗せた。
バイキンナンドバット
初登場回 - TV第585話A「ナンドバットとまほうのランプ」
バイキンニャンジャ
初登場回 - TV第72話B「アンパンマンとニンジャのニャンジャ」
本物のにんじゃのニャンジャの評判を落とすために町中を荒らし回った。TV第487話B「ばいきんまんとニンジャの里」では、ドキンニャンと共にネコジャラシから忍者の里の宝を狙いに現れた。TV第930話A「クリームパンダと忍者のニャンジャ」では、忍術の修行をしていたクリームパンダに「化け猫の術」（正体はかびるんるん）を見せ羨望させた所で、「修行」と称して彼と共に町中でいたずらを働く。その後、「化けコウモリの術」を披露していた所、本物のニャンジャに煙幕を吹き飛ばされ、かびるんるんたちの姿が露になったことで変装がばれてしまった。
バイキンバタコさん
初登場回 - TV第263話A「あかかぶさんとしろかぶさん」
TV第554話B「バタコさんとワッフルちゃん」では泣いていたワッフルちゃんをあやすため変装し、彼女に成りすまして2人でカレンの森に行った。TV第949話B「クリームパンダとたぬきおに」では、彼女が普段はパン工場の面々に酷いいじめを受けているとたぬきおにに嘘をつき、パン工場を襲撃させる。最後は本物のバタコさんと鉢合わせになり、大好きな彼女が2人に増えたと勘違いし喜んだたぬきおにが地響きを起こしたことで、カツラが取れてばれてしまう。
バイキンはみがきまん
初登場回 - TV第3話A「アンパンマンとはみがきまん」
虫歯を惹き起す「バイキンブラシ」を森中に配る際に変装した姿。TVアニメでばいきんまんが最初に披露した変装である。なお、「バイバイキン」の台詞もこの回で初めて使われた。
バイキンハロウィンマン
初登場回 - TV第1240話A「ハロウィンマンとプリンちゃん」
ハロウィンの日に子供たちからお菓子を奪うために変装した姿。バイキンUFOの小型版「ミニミニUFO」に乗って（UFOはマントで隠れている）空を飛ぶ。祭りに来ていたプリンちゃんとエクレアさんに邪魔をされてしまい、2人を洋館に監禁する。その後、もう一度カバオくんたちからお菓子を強奪するが、本物のハロウィンマンに2人を救出されたことで結局失敗する。
バイキンピザパイむすめ
初登場回 - TV第624話B「ぶたまんまんとピザパイむすめ」
バイキンふとまきくん
初登場回 - TV第725話B「いなりずしのみこととふとまきくん」
いなりずしのみことの前に現れ、調理を手伝わされながらも稲荷寿司を作らせる。しかし、カバオくんとウサ子に全て食べられてしまった。少しおかしな関西弁で話す。
バイキンみみせんせい
初登場回 - TV第387話A「ばいきんまんとおばけパン」
初披露した回ではしょくぱんまんを呼び出すため一瞬で登場した。TV第421話A「アンパンマンとでかこ母さん」で登場したときはみみせんせいに似せたかつらやメガネ、服装とハイヒールを着用しただけで顔は露わになっていた。TV第588話B「アンパンマンとバイキンみみせんせい」では本物のみみせんせいをおつかいに行かせ、子供達から弁当を盗むもおつかいを終えた本人と遭遇した弾みで弁当を落としてしまい、バレてしまった。
バイキンめざましくん
初登場回 - TV第855話B「メロンパンナとめざましくん」
バイキンメロンパンナ
初登場回 - TV第986話A「クリームパンダとふとまきくん」
「パンより太巻きの方がおいしい」と主張するふとまきくんを煽り、太巻きを作らせる。散々作らせては食べ尽くした挙句、クリームパンダに変装したドキンちゃんと共に「太巻きよりパンの方がおいしい」と言って彼を激怒させ、本物のメロンパンナ、クリームパンダと同士討ちさせる。
バイキンもくもく仙人（バイキンもくもくせんにん）
初登場回 - TV第837話B「みみせんせいともくもくせんにん」
ドキンちゃんが捕まえた魔法の木馬を巨大化させて操り、アンパンマンやみみせんせいたちを襲う。
バイキンやきそばパンマン
初登場回 - TV第525話B「カレーパンマンとやきそばパンマン」
TV第1025話A「やきそばパンマンとアコーディオンマン」では、本物のやきそばパンマンを監禁した後、「やきそばパンマンの正体は強盗団のボスだ」と偽り、西部の町を滅茶苦茶にする。更に妨害を試みたアコーディオンマンや町の人々を縛り上げ、町を乗っ取ってしまう。その後、アンパンマンに救出された本物のやきそばパンマンが駆け付けたため、どちらが本物か早撃ち勝負を繰り広げるが、投げたヘラが全て跳ね返された上に巨大なヘラに押し潰され変装がばれてしまった。

## テーマソング、キャラクターソング
アニメ版における持ち歌。映画の挿入歌も合わせると全キャラ中一番多く、特に代表曲の『いくぞ!ばいきんまん』は劇中でも度々使用されており、『それいけ!アンパンマン』関連のアルバムの収録率も高い。何れも担当声優の中尾隆聖が歌唱しており、また、これら以外にもばいきんまん自身が作曲した「ばいきんまん音頭」などがあるが、CD化されていない。なお、本人は基本的に持ち歌を除けば音痴であるが、本人は気にしていない。
- いくぞ！ばいきんまん [49]
  - 1984年に興行されたミュージカル『とべ！アンパンマン』から使用されている曲で、ばいきんまんの持ち歌の中では最も息の長い代表曲で、テレビアニメでも様々なバリエーションのBGMが制作されている[注 34]。
- 悪いはすてき
- 天下無敵のズダダンダン
- ダ ダン ダン！
- ゆうれい船の歌
- バイキントリオ3ばいパンチ
- ハ行で笑うばいきんまん
- ハヒフヘばいきんまん
- ずっこけ！ばいきんまん
- まわれうずまき [50]
- つみきの塔
- 悪い魔法の歌 [51]
- ばいきんまんの絵かきうた
- 手のひらを太陽に（ばいきんまんバージョン）

## オブジェ
アンパンマン・シリーズのキャラクターの姿を象ったオブジェは日本各地に点在しており、ばいきんまんの像も例外ではない。ただ、高知市はりまや町のものを例外として、他は同じ規格で作られた石像である（2020年時点）。同じ規格で作られているほうの各キャラクターは御影石でできており、高さは約1.2 - 1.4メートル。ばいきんまん像は高さ1.4メートルである。右に画像で示した「やなせたかしロード」の石像もその一つ。
Googleマップなどで確認できるものを以下に列記するが、これらが設置されているものの全てではない。また、これらのオブジェがいつまでも同じ場所に設置されているという保障は無い。「やなせたかしロード」の7体を数える石像は商店街の範囲内で配置換えされることがある。
- アンパンマン像・バイキンマン像 - 神奈川県平塚町八重咲町に所在[gm 1]。
- バイキンマン像 - 兵庫県神戸市中央区東川崎町5-1-5に所在[gm 2]。同じ番地内にドキンちゃん像もある[gm 3]。
- ばいきんまんの像 - 宮城県仙台市宮城野区榴岡4-1-1 ユアテック本社ビル前に所在[gm 4]。
- アンパンマン像・バイキンマン像 - 東京都足立区中川4-42（大谷田南公園内）に所在[gm 5]。

ばいきんまん像 / やなせたかしロードに設置されている石像の一つ。

- ばいきんまん像 - 高知県香美市香北町美良布1224-2（やなせたかし朴ノ木公園）に所在[54][55]。
- ばいきんまん像

高知県南国市後免町にある「やなせたかしロード」（後免町商店街）内、後免町2-1-12に所在。同じ商店街にはドキンちゃん像などもある。石像は全部で7体を数えるが、これらは「やなせたかしロード」の命名に合わせて2009年（平成21年）に設置された。
このばいきんまん像は、設置された年の11月15日に角の1本を折られて破壊されたことがある。当時は日本全国でこの種のキャラクター像を損壊させたり盗難したりする犯罪が多発しており、日本社会のモラル低下が問題視されていた。アンパンマンシリーズはこの1件だけで済んだが、水木しげるの妖怪キャラクター像はそれ以前から被害に遭い続けており、2010年（平成22年）10月の時点で損壊と盗難は合わせて37件にも及んだ。
- ばいきんまん像

高知県高知市はりまや町1-5-1に所在。やはり石像であるが、他とは造形が異なるうえに、ドキンちゃんの小さな像が脇に建っている。このように、高知市の中央街にはアンパンマンシリーズのキャラクター像が数多く設置されている。この地域では標準サイズの像の横か斜め前方に小像を配置している例が多く、様々な組み合わせがある。

## イメージキャラクター、コラボレーション等
- 2004年、シャープの除菌イオン空気清浄機のCMキャラクターにアンパンマンと一緒に起用された。2015年以降はアンパンマン役の戸田恵子が同業他社（空気清浄機は手がけていないが）のCMに出演しているため使用されていない。
- 1995年8月、サザンオールスターズのライブ『ホタル・カリフォルニア』で、桑田佳祐がばいきんまんに扮して登場した。この時、桑田は『仮面ライダー』の仮面ライダー1号が乗る『新サイクロン』に似せたスクーターに跨り、『いくぞ！ばいきんまん』をBGMにしている。ゲストの西城秀樹に対し「ヒデちゃん、バイバイキーン!!」と言った後、その格好のまま「いなせなロコモーション」を歌い、途中でお面を取った。
- 2008年7月、『世界まる見え!テレビ特捜部』のスタジオにばいきんまんとドキンちゃんのぬいぐるみが現れ（この時の声は中尾と鶴ひろみがあてている）、七夕を楽しんでいる、着ぐるみの所ジョージと楠田枝里子を水鉄砲を手に襲った。そこにアンパンマンに扮したビートたけし（これは顔出しの着ぐるみ）が登場し、アンパンチで2人を撃退した。これは映画『妖精リンリンのひみつ』のプロモーションで、この時、ばいきんまんはたけしの代名詞である「コマネチ」のポーズをとっていた。
- アニメ！アニメ！が4月18日の発明家の日に因み、2018年4月14日から同月16日にかけて行なった一番好きな“発明家キャラ”のアンケート調査の結果、ばいきんまんはお茶の水博士などと共に20位にランクインされた[57]。
- 2018年6月28日放送の『スッキリ』内のコーナー『クイズッス』では、映画『かがやけ!クルンといのちの星』の公開を記念し、クイズ出題者としてVTR内のアニメパートに出演。番組MCの水卜麻美と近藤春菜をバイキンUFOで人質に取り、スタジオの加藤浩次へ「ばいきんまんの目が赤い理由」についてクイズを出題した。この時ばいきんまんは、水卜を「『好きな女性アナウンサーランキング』で殿堂入りして調子に乗っている」、近藤を「世界的ドキュメンタリー監督」とそれぞれネタにしていた。
- 2018年に『それいけ!アンパンマン』放送30周年特別企画として実施されたキャラクター人気投票「いちばん すきなの だあれ？」では、1995票を獲得し第2位となった（第1位は3713票を獲得したアンパンマン）[58]。

### アンパンマン列車
四国旅客鉄道（JR四国）はJR四国2000系気動車にラッピングを施し、ばいきんまんをテーマにした車両である「ばいきんまん号」（2000形2005）を「予讃線アンパンマン列車」として運行していた。車内も指定席の区画にはバイキン城をイメージした装飾が施されていた。
2000系のアンパンマン列車は大きく予讃線系統と土讃線系統があり、予讃線には11両のアンパンマン列車が配属されていたが、
2016年3月26日のダイヤ改正により「予讃線アンパンマン列車」はJR四国8000系電車で運行されることになり、「ばいきんまん号」を初め、大半の車両が予讃線の2000系アンパンマン列車から引退した。「ばいきんまん号」はラッピングを解除され、一般色である四国色に戻された後、松山運転所から高知運転所に転属された。運行開始より何度かデザインが変更され、廃止直前のデザインは4代目であった。

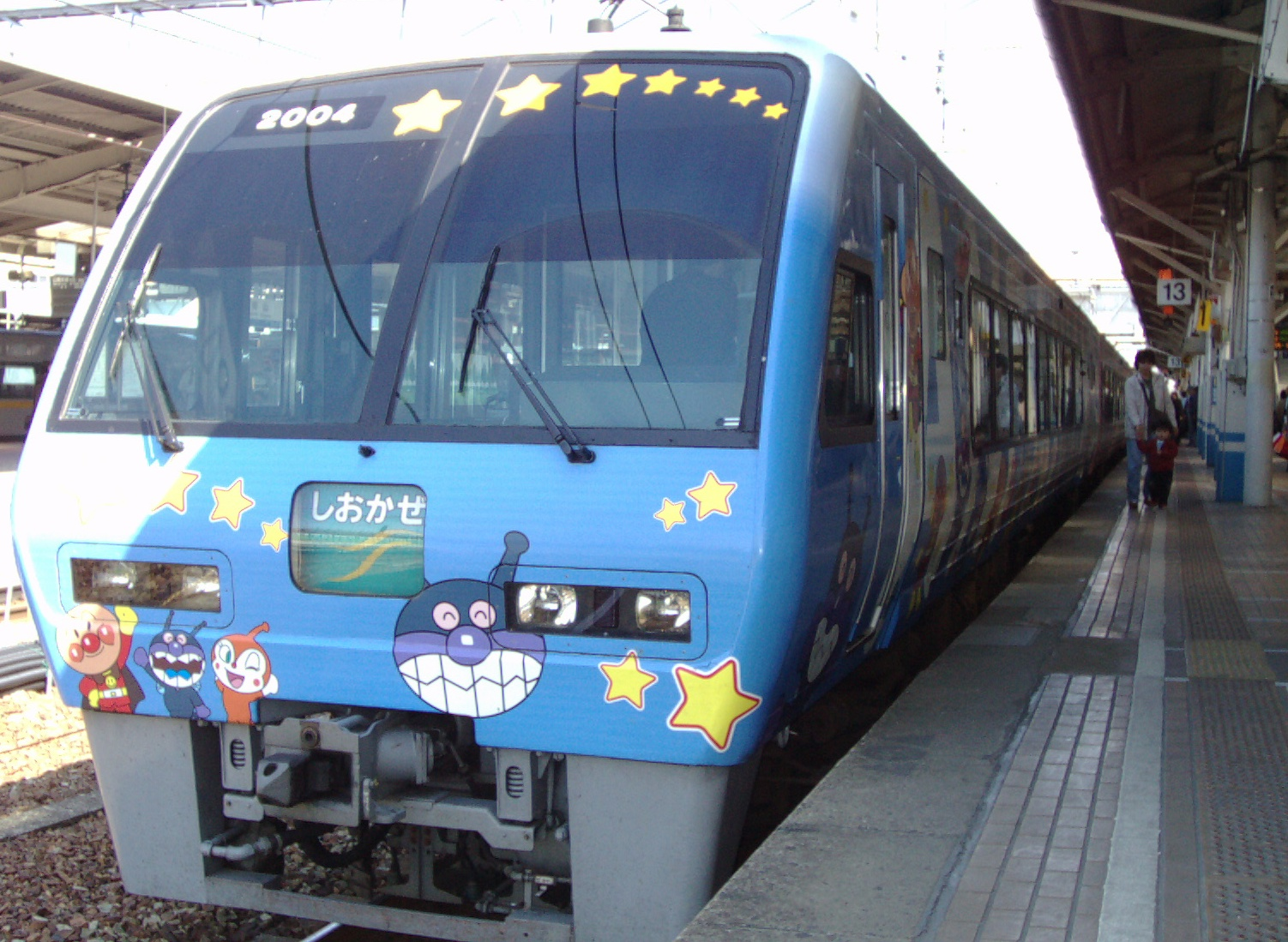
JR四国2000系「しおかぜ」 2代目「ばいきんまん号」/ 2004年撮影。
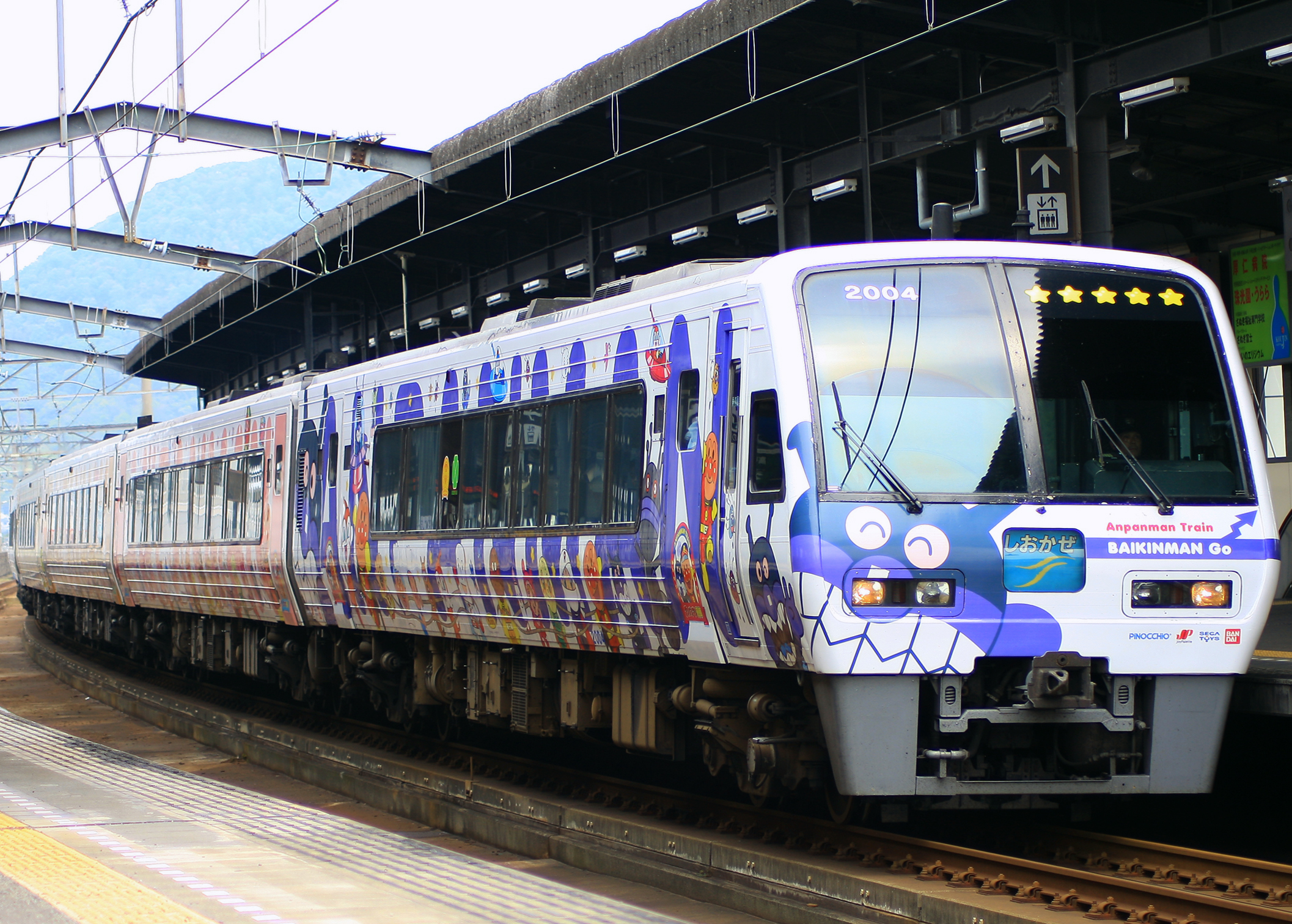
同じく、4代目 / 2013年撮影。
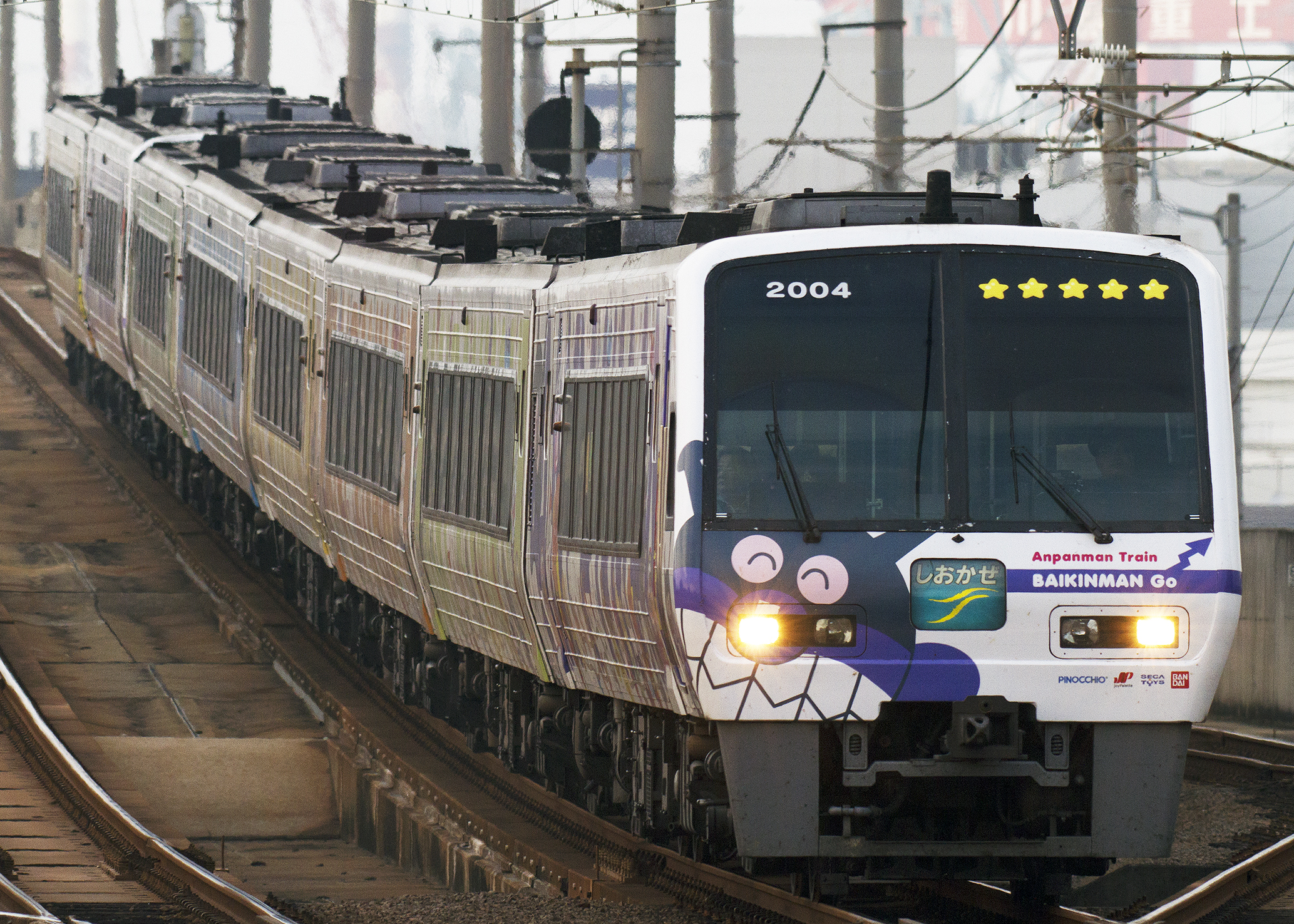
左に同じ。いずれも非現存。